# Église Saint-Christophe de Courpiac
Pour les articles homonymes, voir Église Saint-Christophe.
L'église Saint-Christophe est une église catholique située dans la commune de Courpiac, dans le département de la Gironde, en France.

## Localisation
L'église est située au cœur du bourg.

## Historique
L'édifice, dont la construction remonte au XIIe siècle, a été fortifié au XVIe siècle et est classé au titre des monuments historiques par arrêté du 23 février 2004 après avoir été classé partiellement pour son portail en 1907 et inscrit en 1925.

Le bâtiment a connu d'importants travaux de restauration aux XIXe et XXe siècles. L'église était l'objet de travaux de dégagement destinés à assainir les murs extérieurs. C'est à cette occasion qu'a été découverte une poterie contenant un trésor monétaire actuellement conservé au Musée d'Aquitaine, à Bordeaux.
Sur la façade sud de l'église se trouvent les vestiges d'un cadran canonial.
Dans le cimetière attenant, la croix de cimetière de Courpiac a également été classée monument historique par arrêté, à la même date.

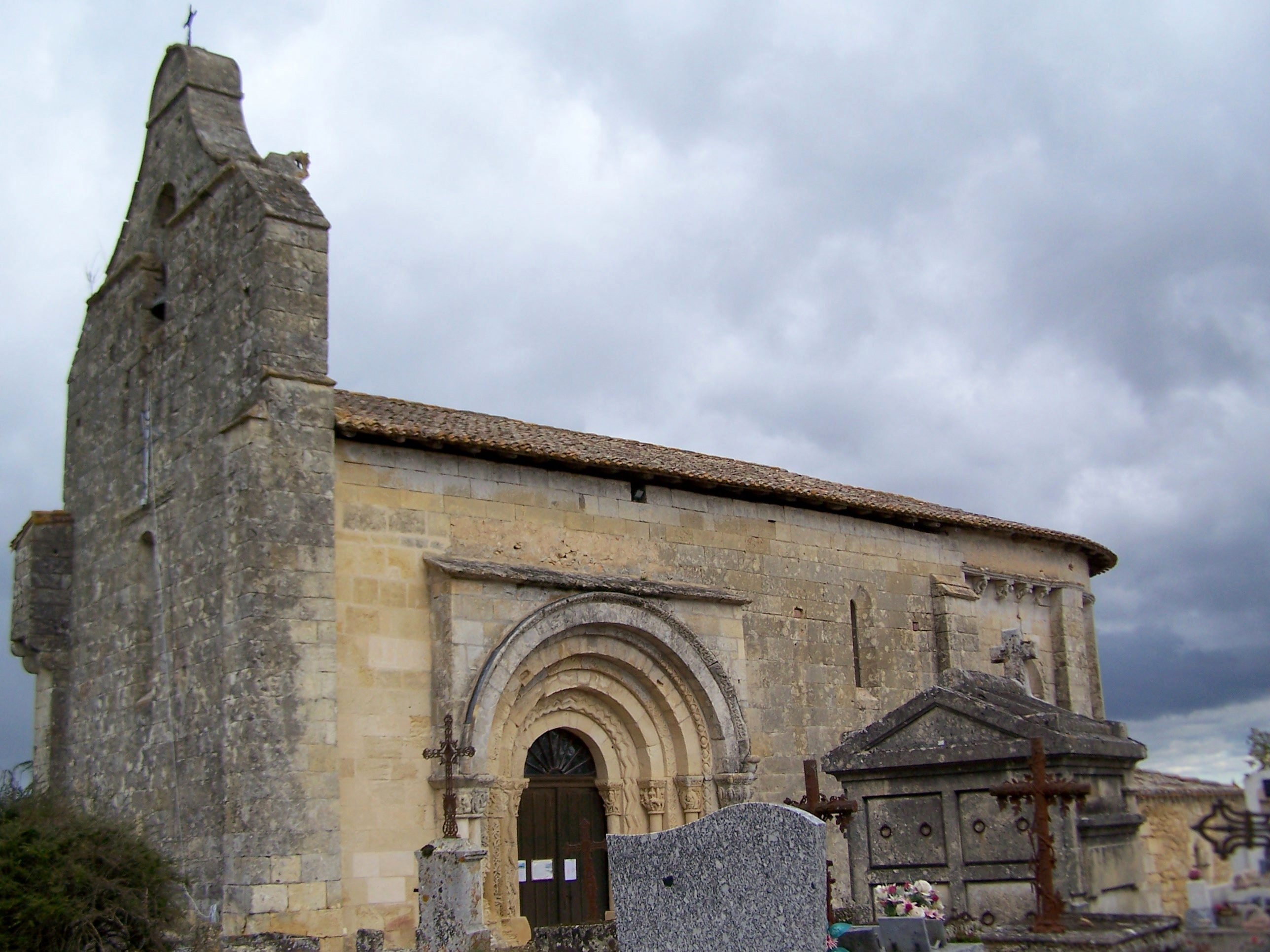
Vue sud-ouest
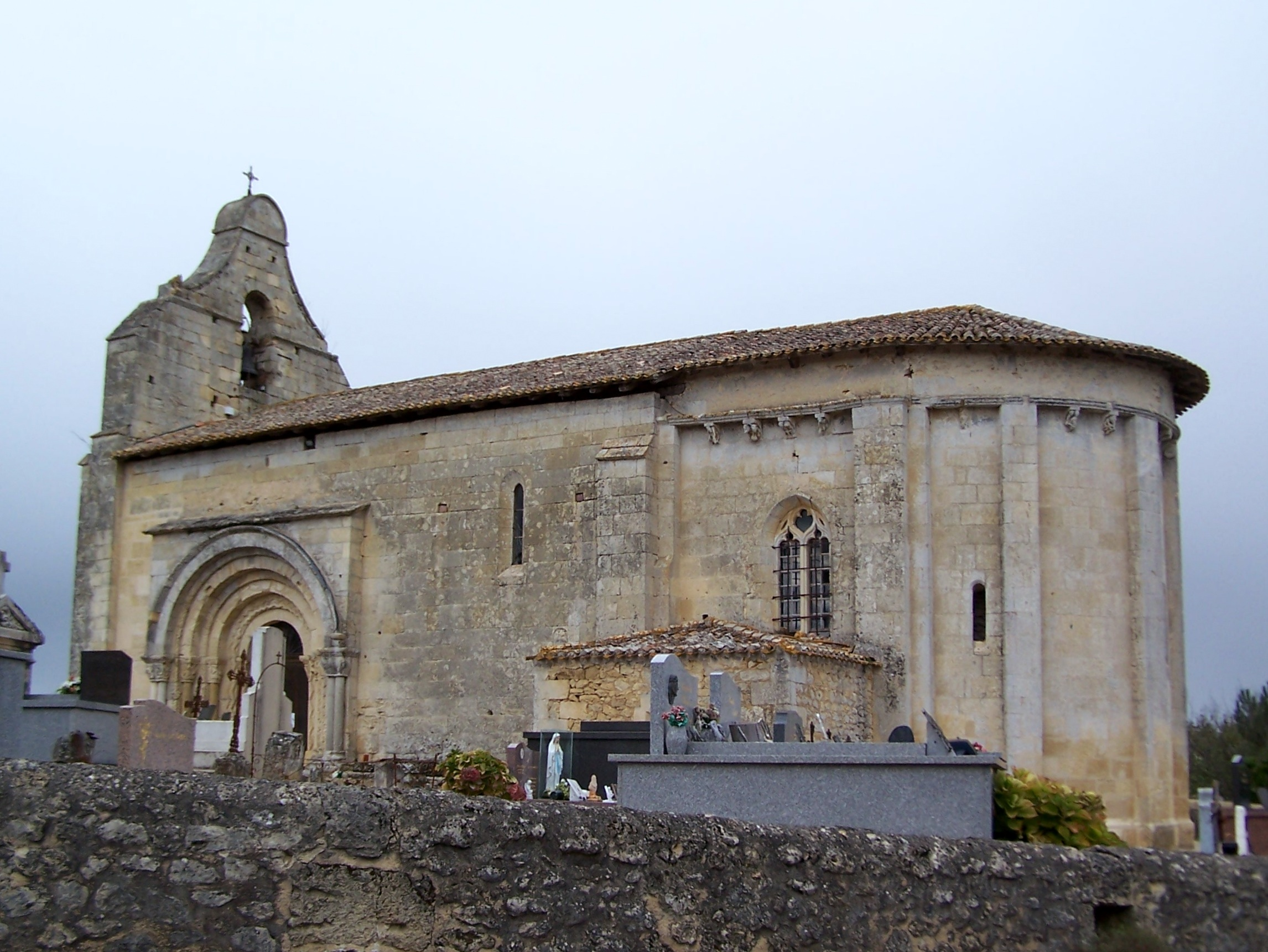
Vue sud-est
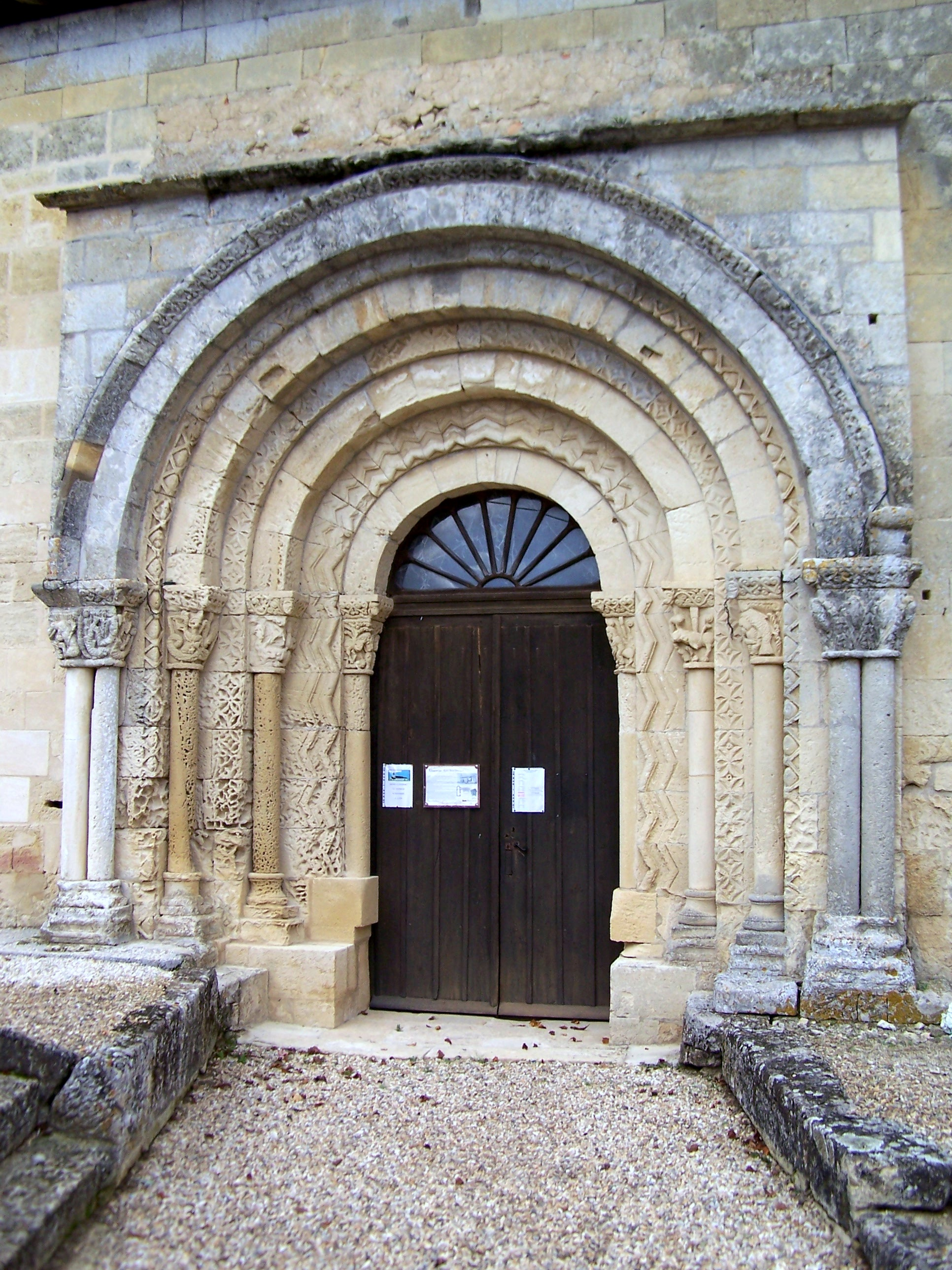
Le portail
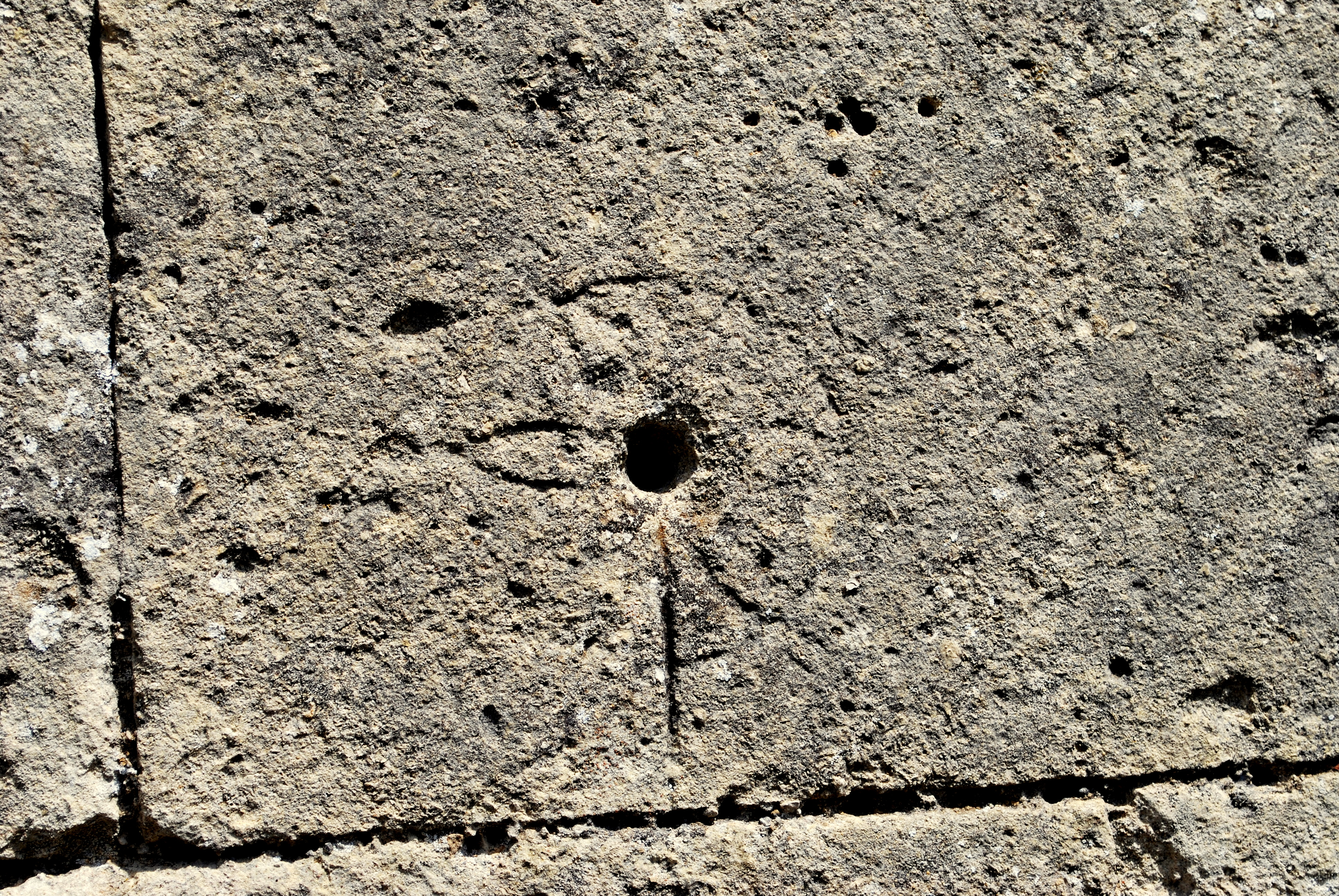
Cadran canonial
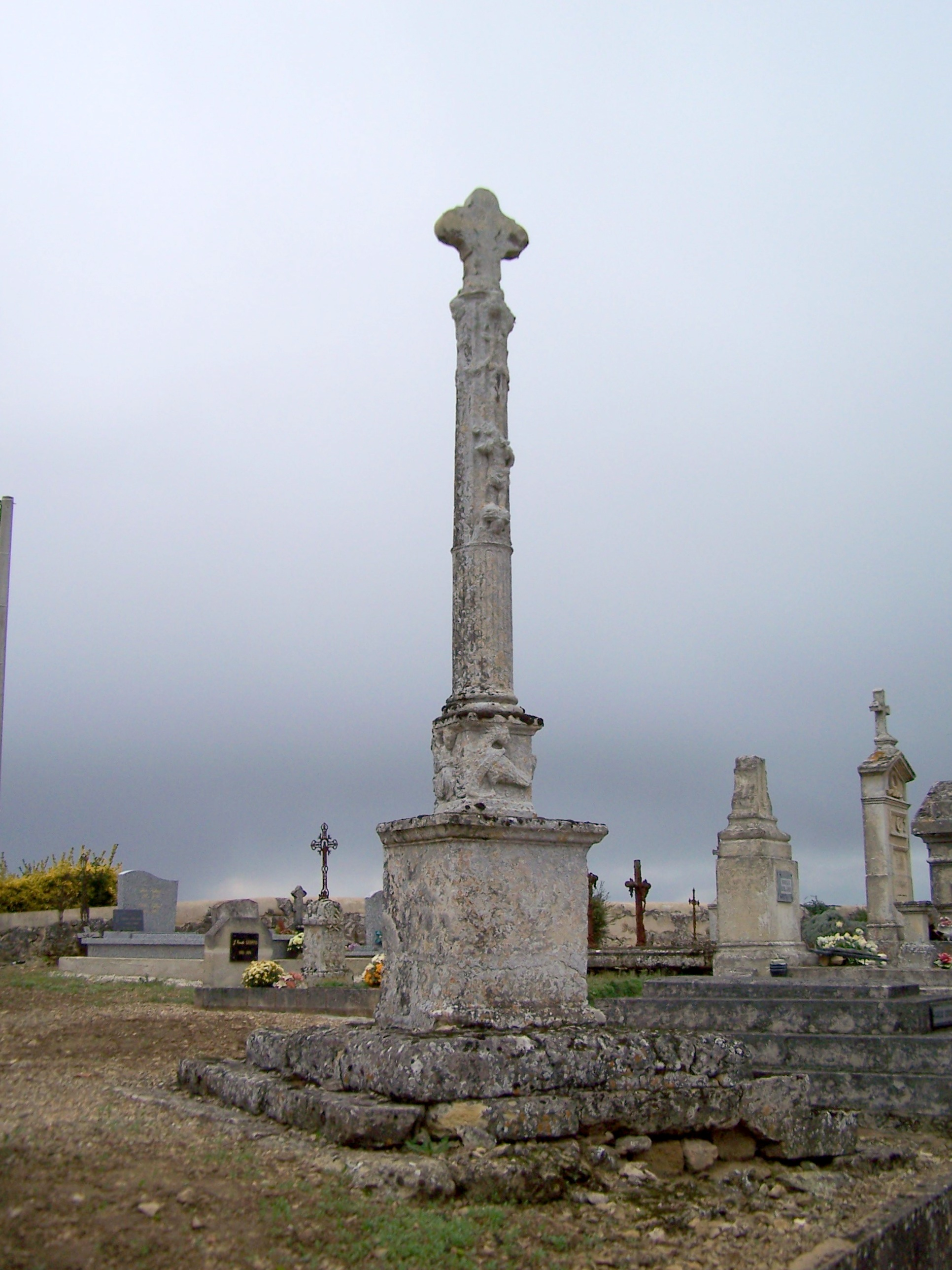
La croix de cimetière

.

## Description
L'église est petite et ne mesure que 20 m de long. Le plan en est très simple : d'ouest en est, le quadrilatère de la nef s’emboite dans un chœur suivi d'une abside semi-circulaire.
Le chevet est divisé en cinq panneaux séparés par des contreforts plats. La corniche moulurée est portée par des modillons figurés.
La façade à l'ouest est bordée par deux contreforts et surmontée d'un clocher-mur avec une baie en plein cintre où est placée la cloche. Au milieu de cette façade, une fenêtre en plein cintre.
Le portail s'ouvre sur la façade sud de la nef. Son archivolte en plein cintre se compose de cinq voussures divisées chacune en deux rouleaux.
À l'intérieur, l'abside est voûtée alors que la nef du XVIe siècle est charpentée.

Le portail
Un porche du XVIe siècle avait bien protégé les sculptures du portail jusqu'à sa démolition au XIXe siècle. En un siècle, certains de ses reliefs sont devenus méconnaissables. La pierre des colonnes est très friable et tombe en poussière au moindre toucher.
Ébrasement est
Chapiteau 1 : Deux lions anthropophages. Deux hommes barbus, couchés sur le ventre, sont situés entre les griffes de deux lions. Les bêtes ont déjà happé leurs chevelures. L'image de l'être humain, terrassé par le péché qui le bestialise, est en négatif avec la colonne opposée, où l'homme est parvenu à maîtriser le lion.
Chapiteau 2 : Centaure exterminant une sirène-oiseau.
Chapiteau 3 : Archange tuant un dragon.
Ces deux chapiteaux sont presque méconnaissables. Leur interprétation est possible grâce aux dessins de Léo Drouyn (XIXe siècle).
Chapiteaux 4 et 5 : Les symboles de la tentation. Au centre de la première corbeille une sirène bi-caudale est assise .Elle tient ses deux avant-bras écartés afin de saisir ses deux nageoires. L'autre corbeille est brisée ; sur la moitié résiduelle, se trouve le profil d'un animal identifié par Drouyn comme étant un lion. La troisième créature est un reptile, à tête ovoïde, se dressant à la verticale entre les deux chapiteaux.

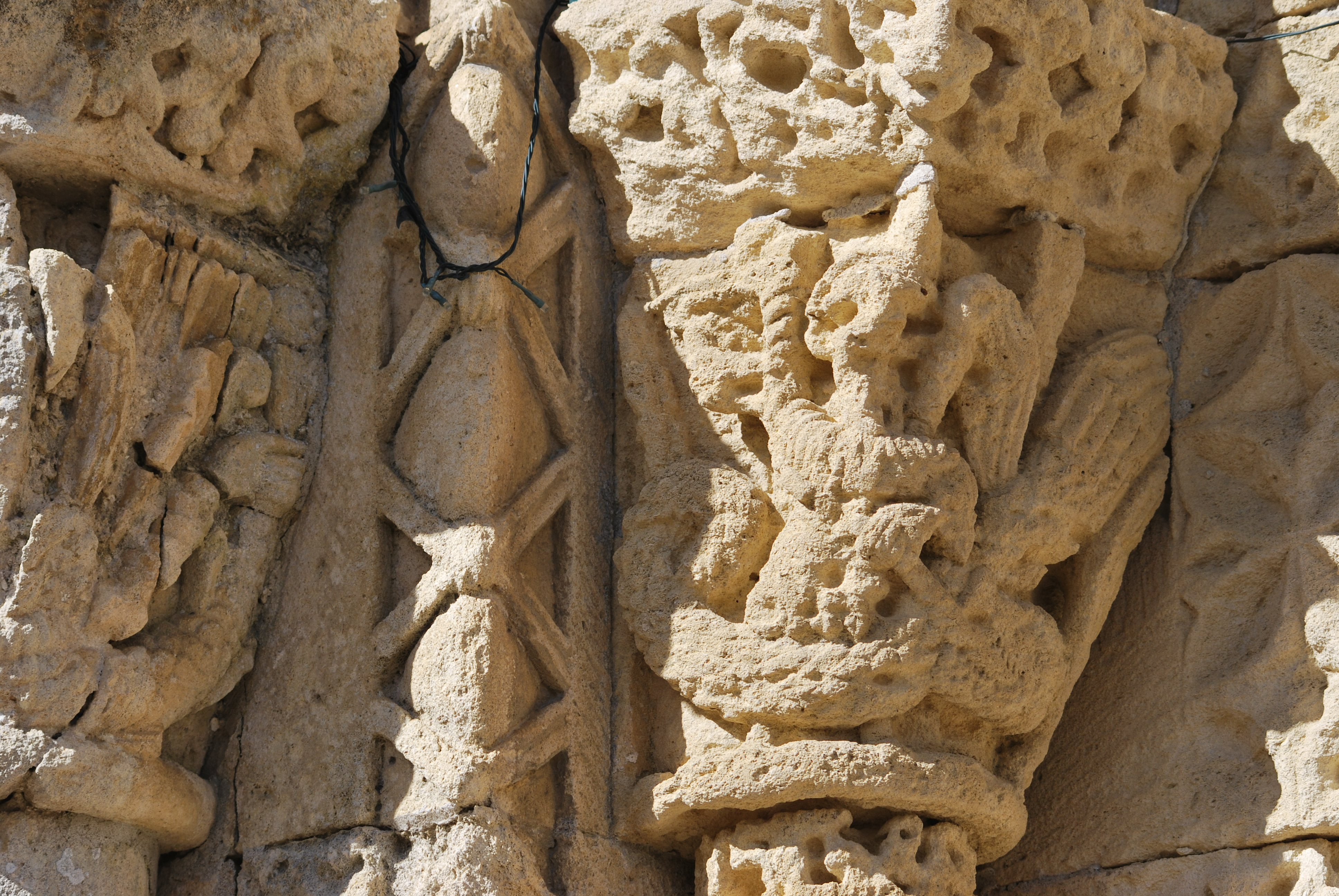
Archange tuant un dragon
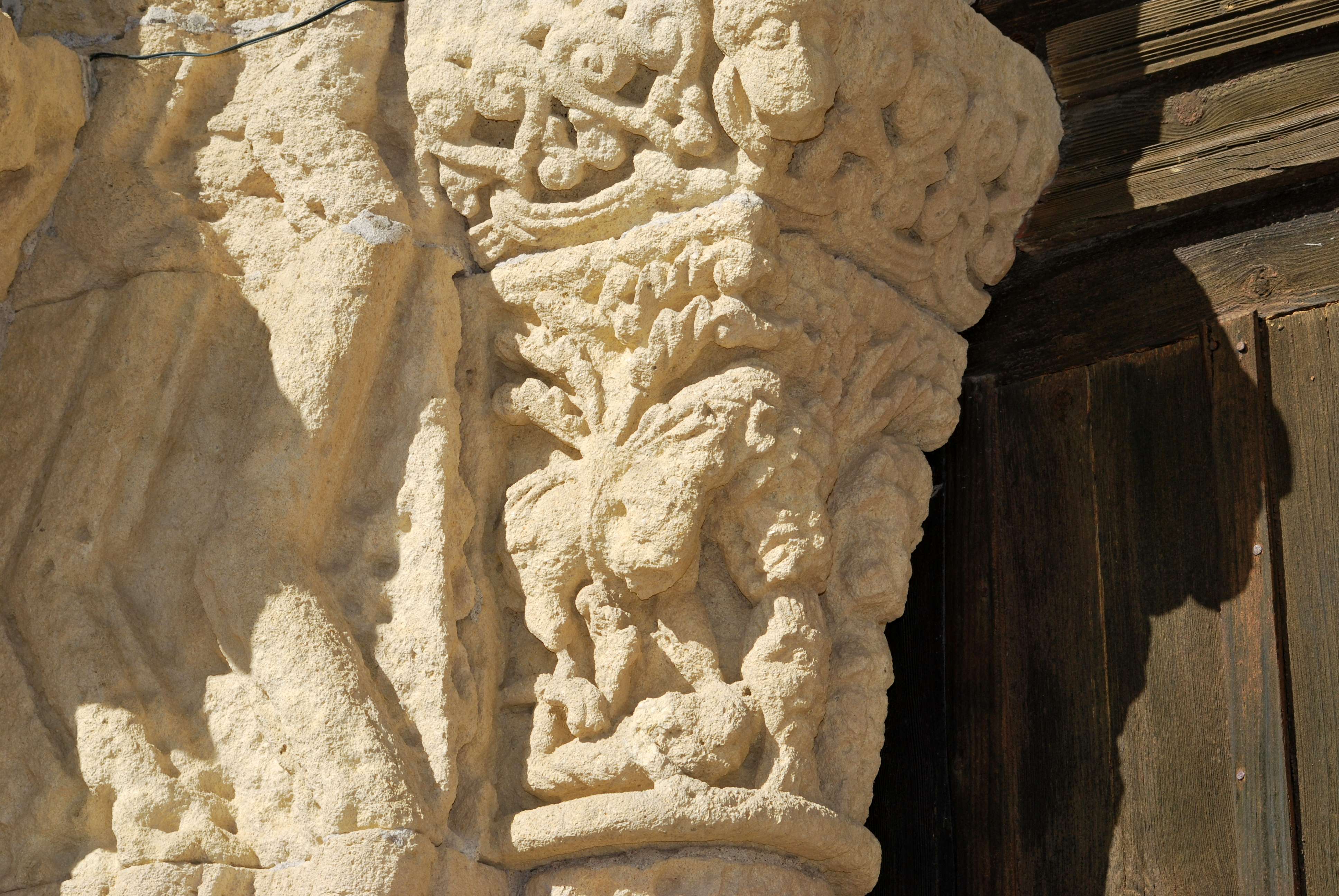
Lions anthropophages (a)
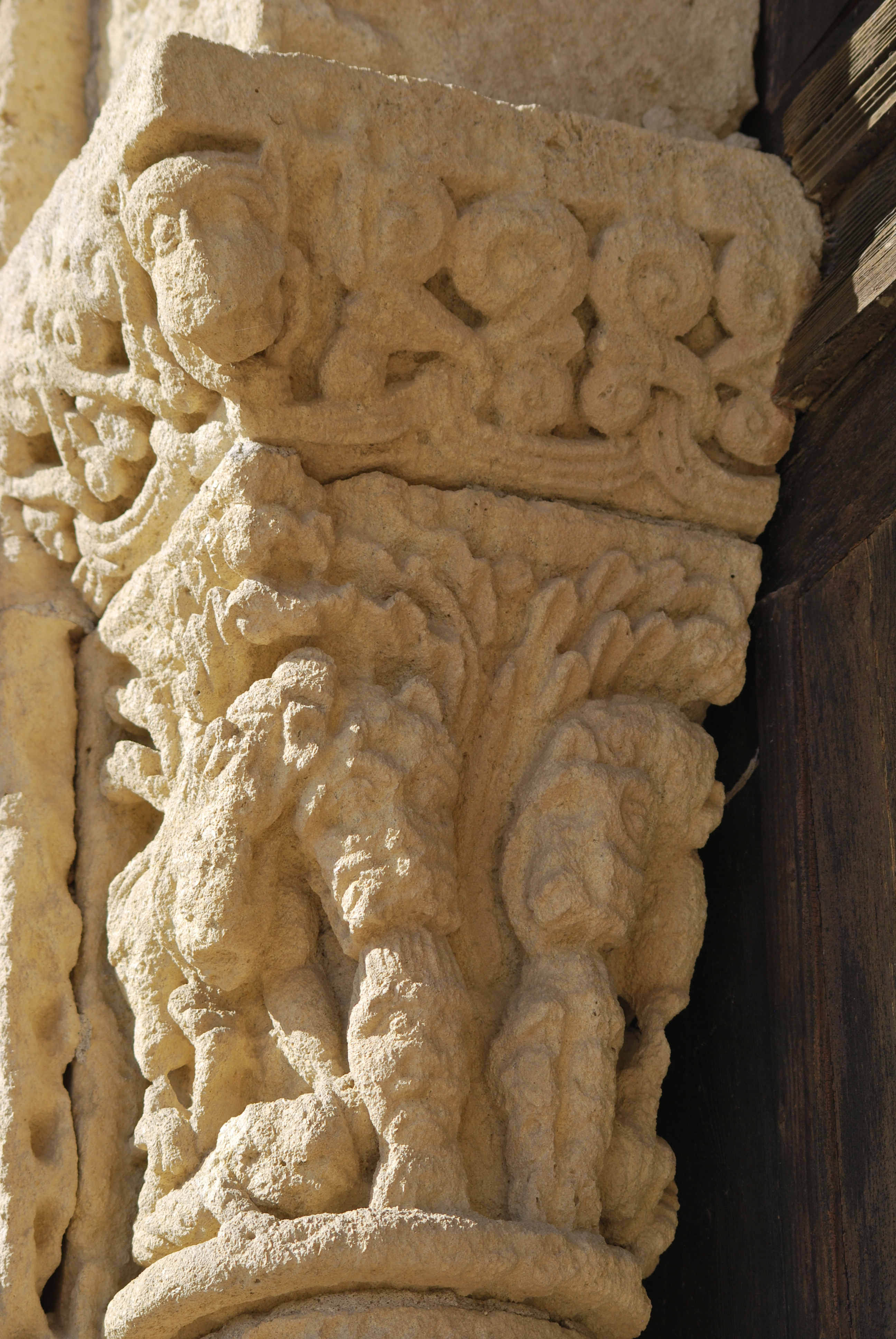
Lions anthropophages (b)
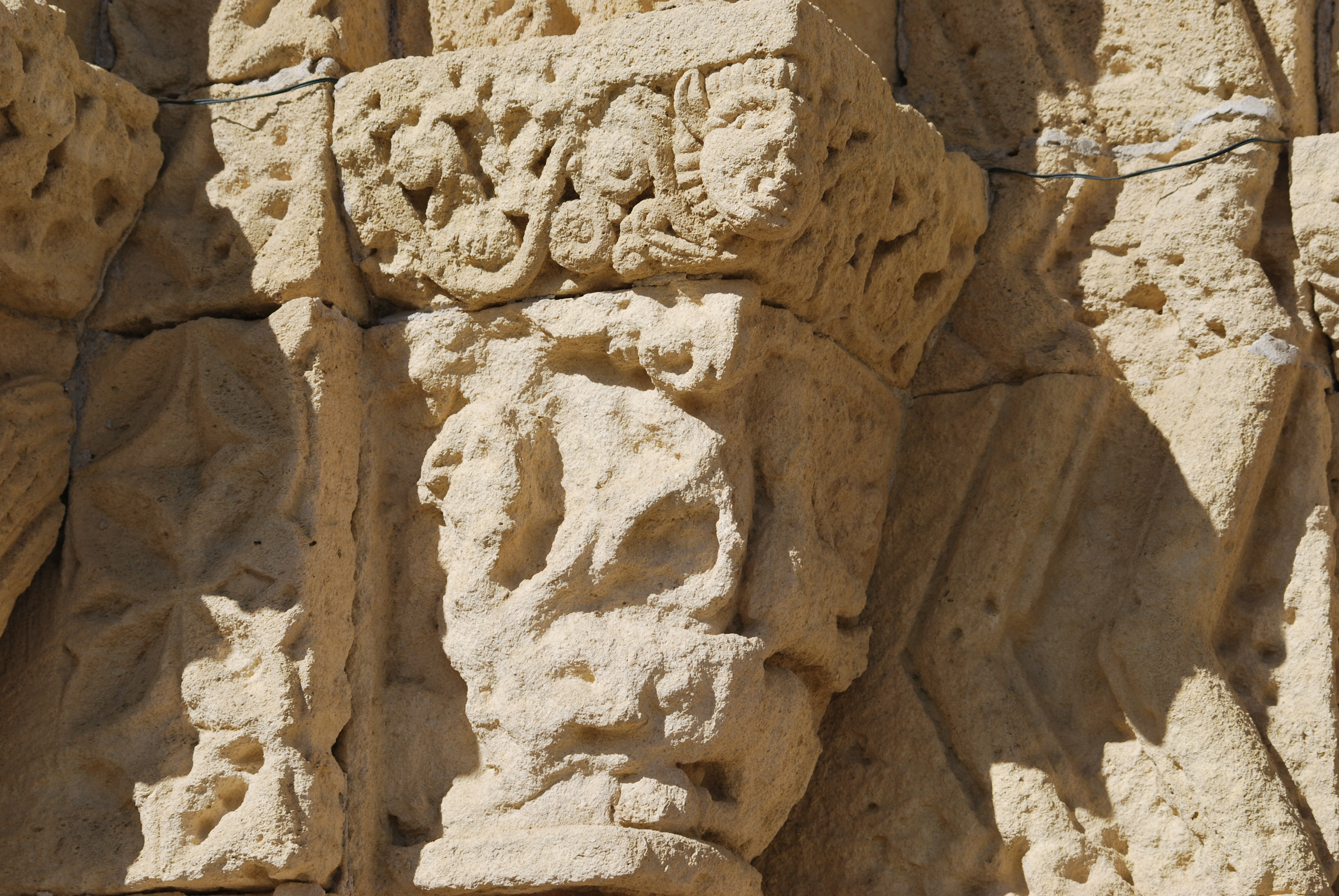
Centaure tuant une sirène (a)
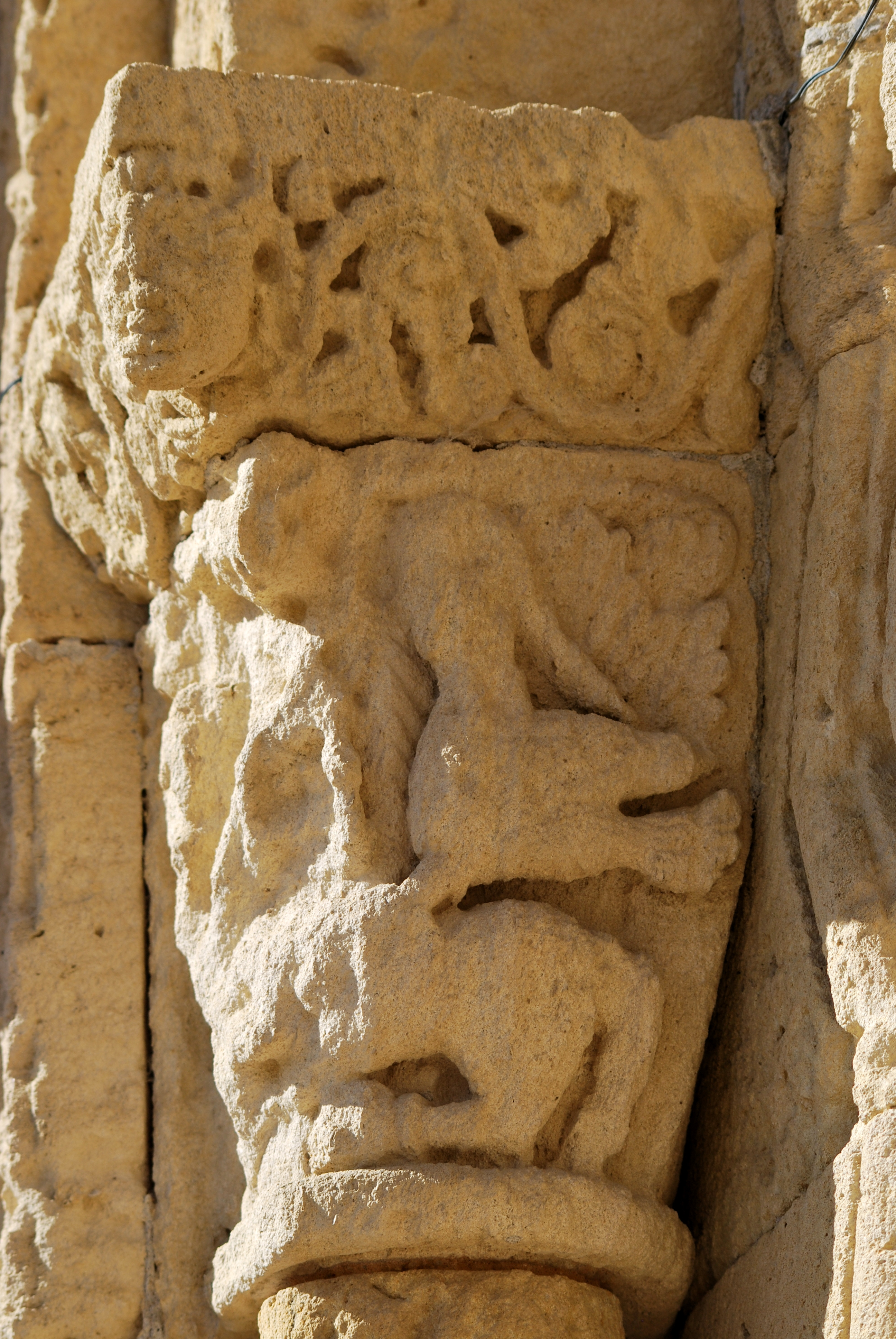
Centaure tuant une sirène (b)
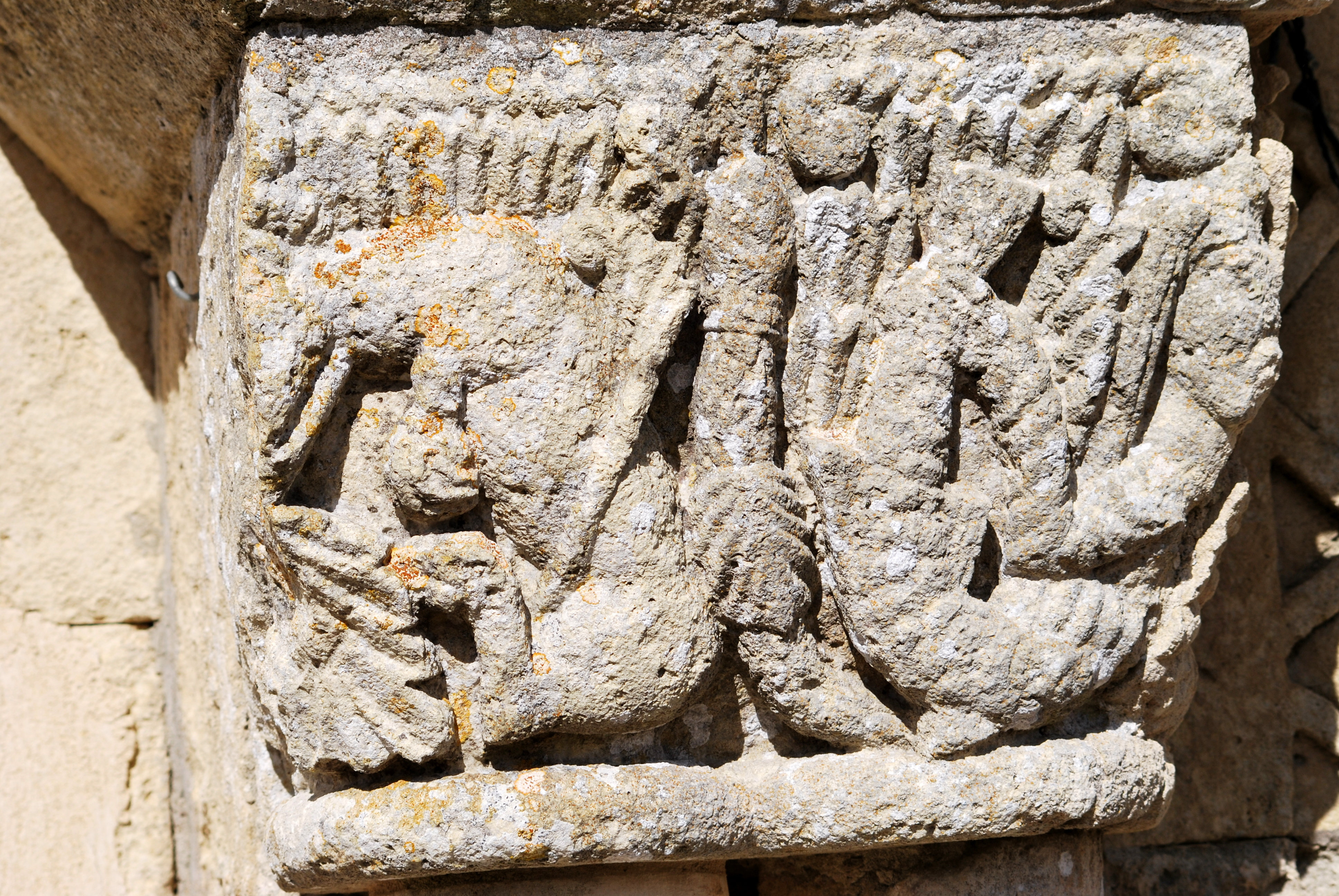
La tentation (a)
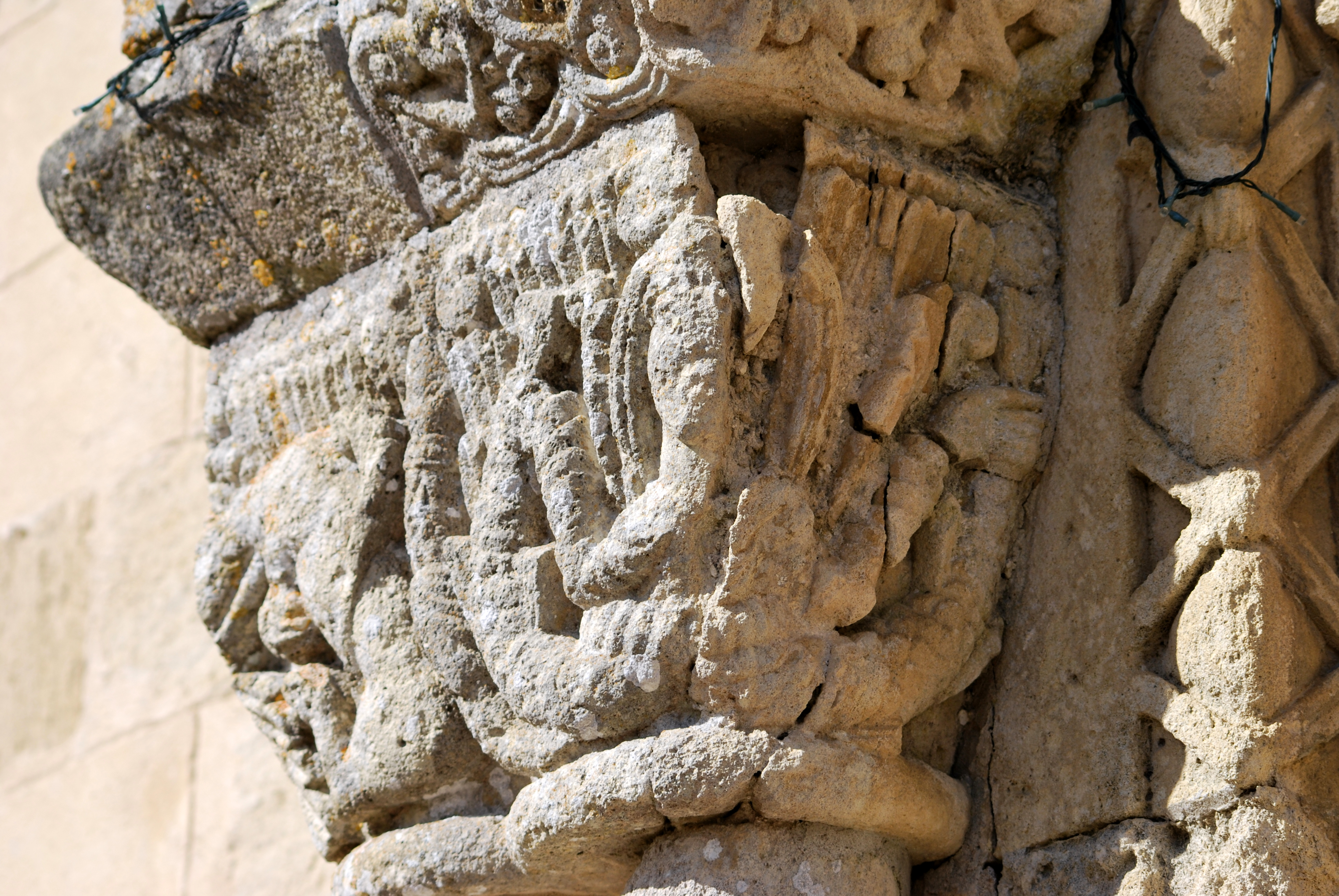
La tentation (b)

Ébrasement ouest
Chapiteau 1 : Samson, le lion et un griffon. Samson chevauche un lion et lui déchire les mâchoires à la seule force de ses mains. Sur l'autre face de la corbeille, un griffon ailé, animal ambivalent, montre des signes de soumission (ailes baissées, patte antérieure levée) par l'adoption de la posture de gardien de la fontaine de Vie, devant Samson, le protégé de Dieu.
Chapiteau 2 : Daniel, le prophète entre deux lions. Deux lions encadrent un homme en majesté. Il expose ses deux mains aux lions, sans peur.
Chapiteau 3 : Le piscifère. Un petit homme porte un énorme poisson. L'homme est habillé et chaussé et son menton se termine en barbiche. Il est accablé par le poids de ce poisson.
Chapiteaux 4 et 5 : Décor végétal. Le décor évoque l’Éden par les feuilles portant des pommes de pin. Le tailloir est sculpté et animé avec des protomés.

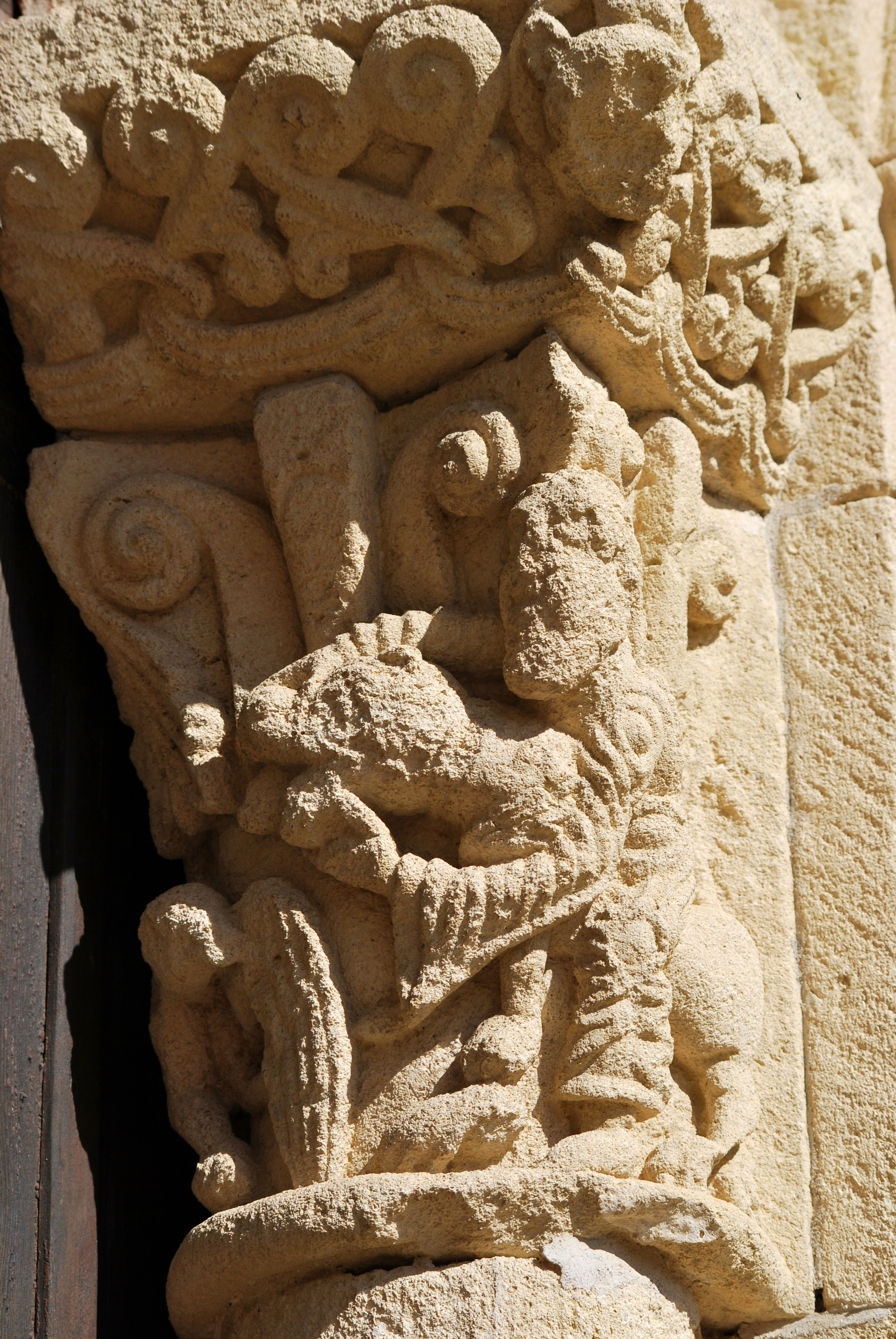
Samson, lion et griffon (a)
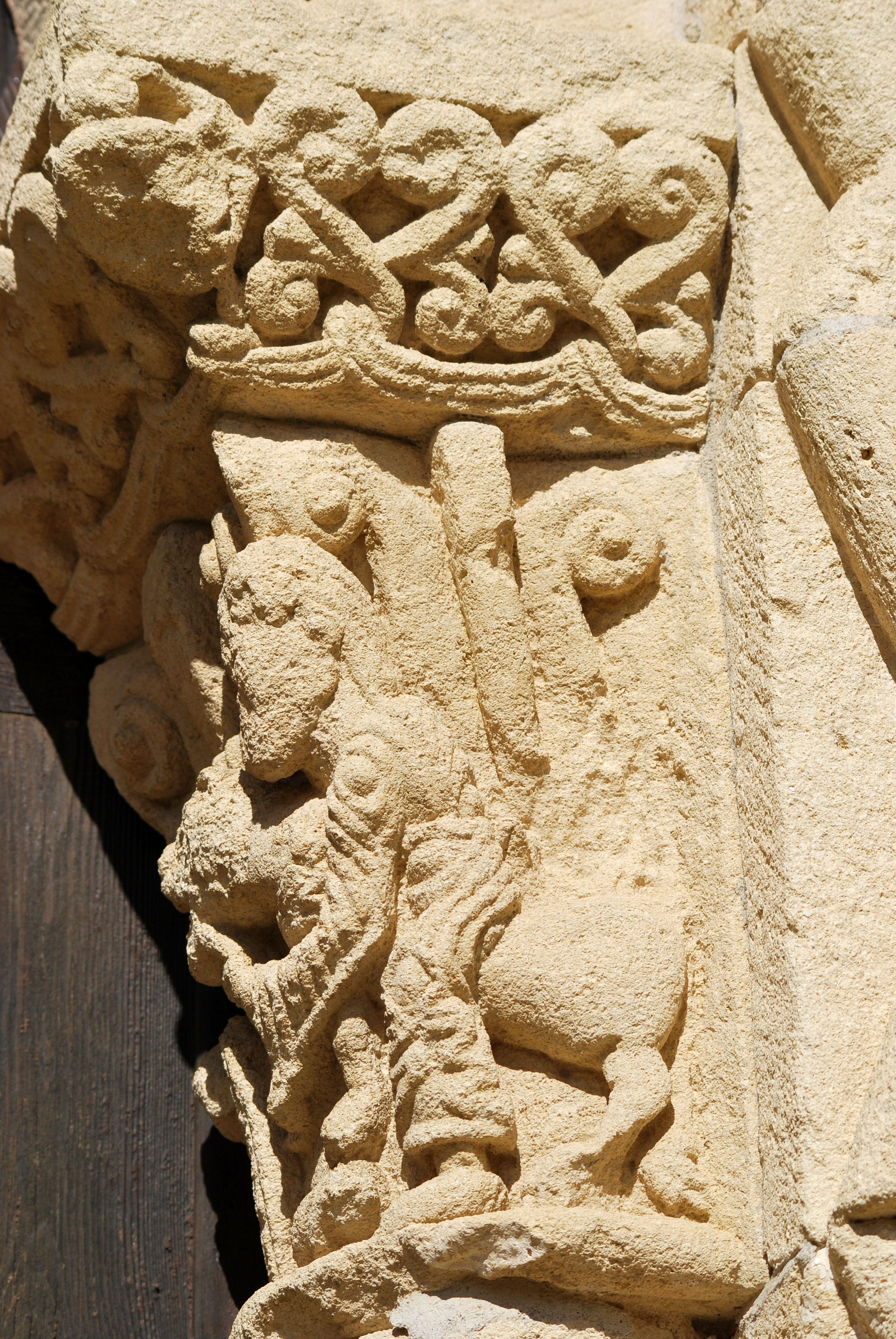
Samson, lion et griffon (b)
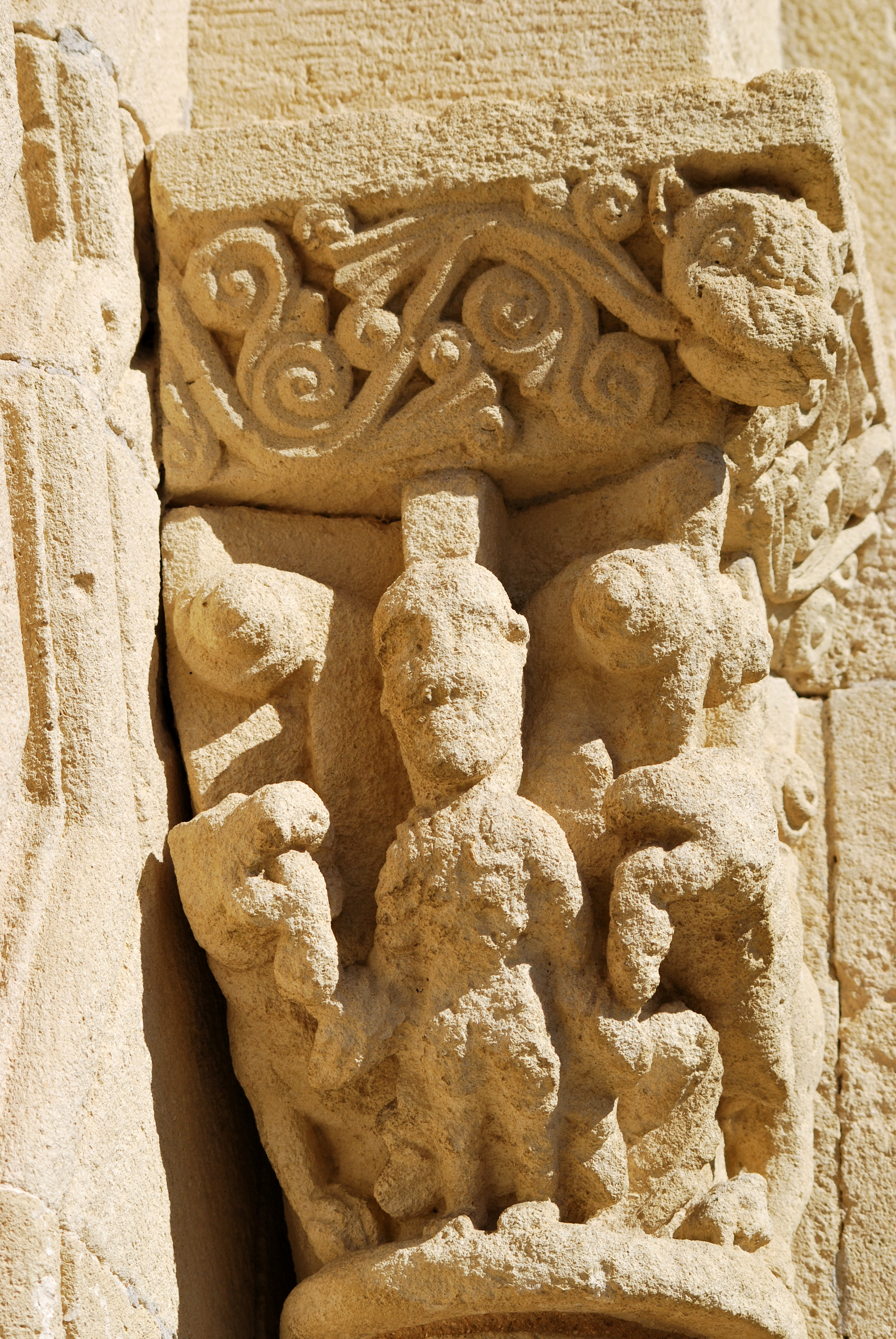
Daniel entre deux lions (a)
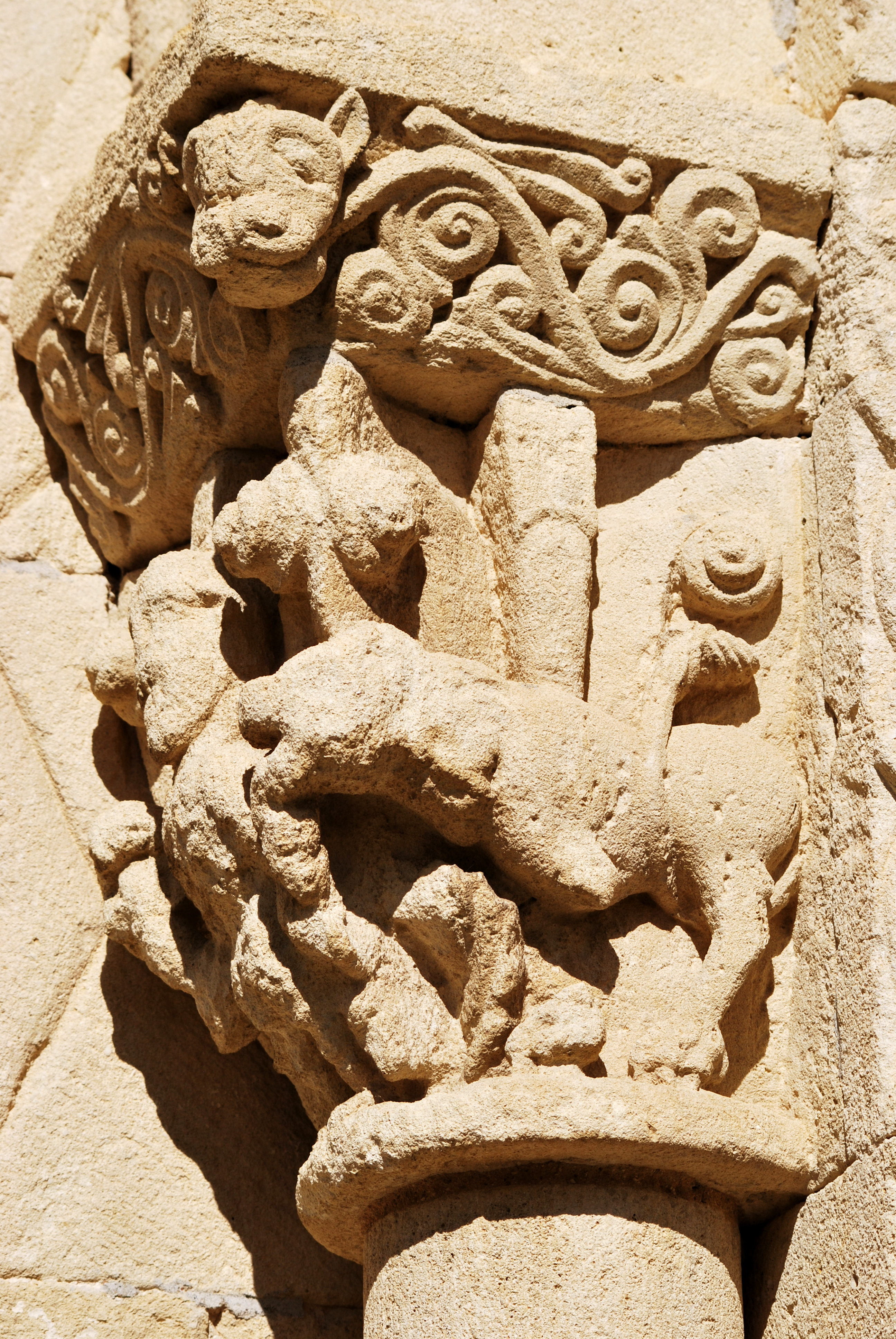
Daniel entre deux lions (b)
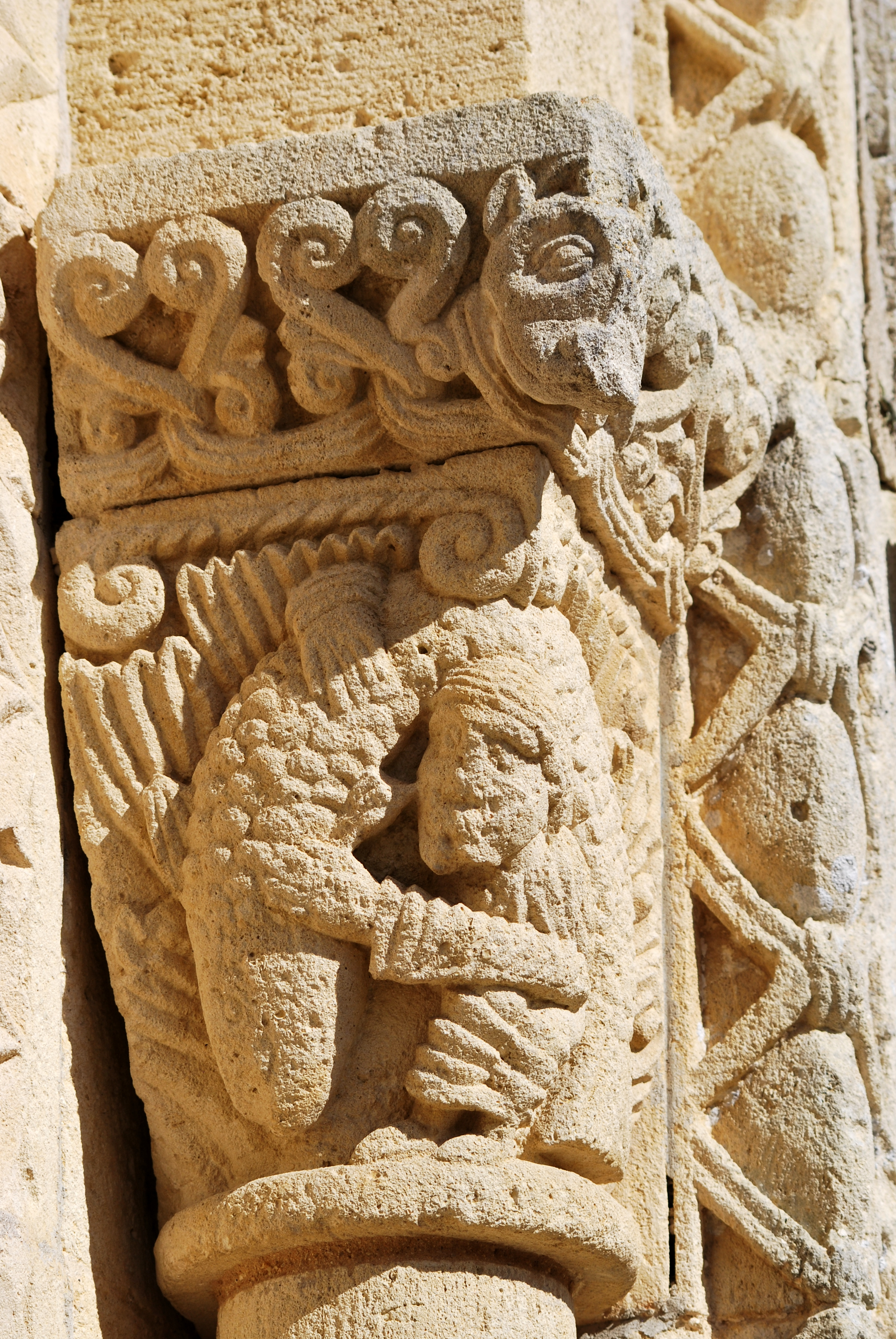
Le piscifère (a)
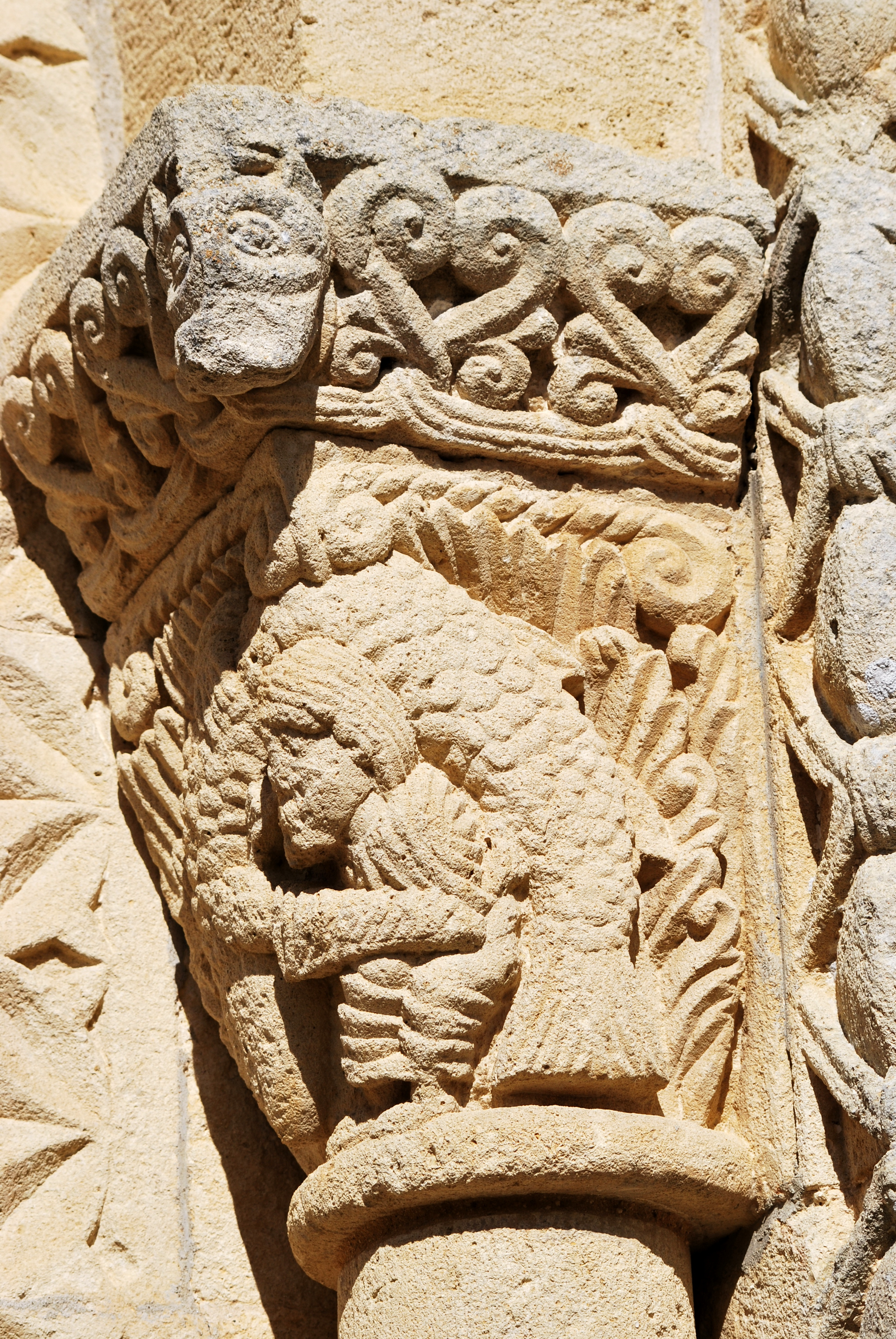
Le piscifère (b)
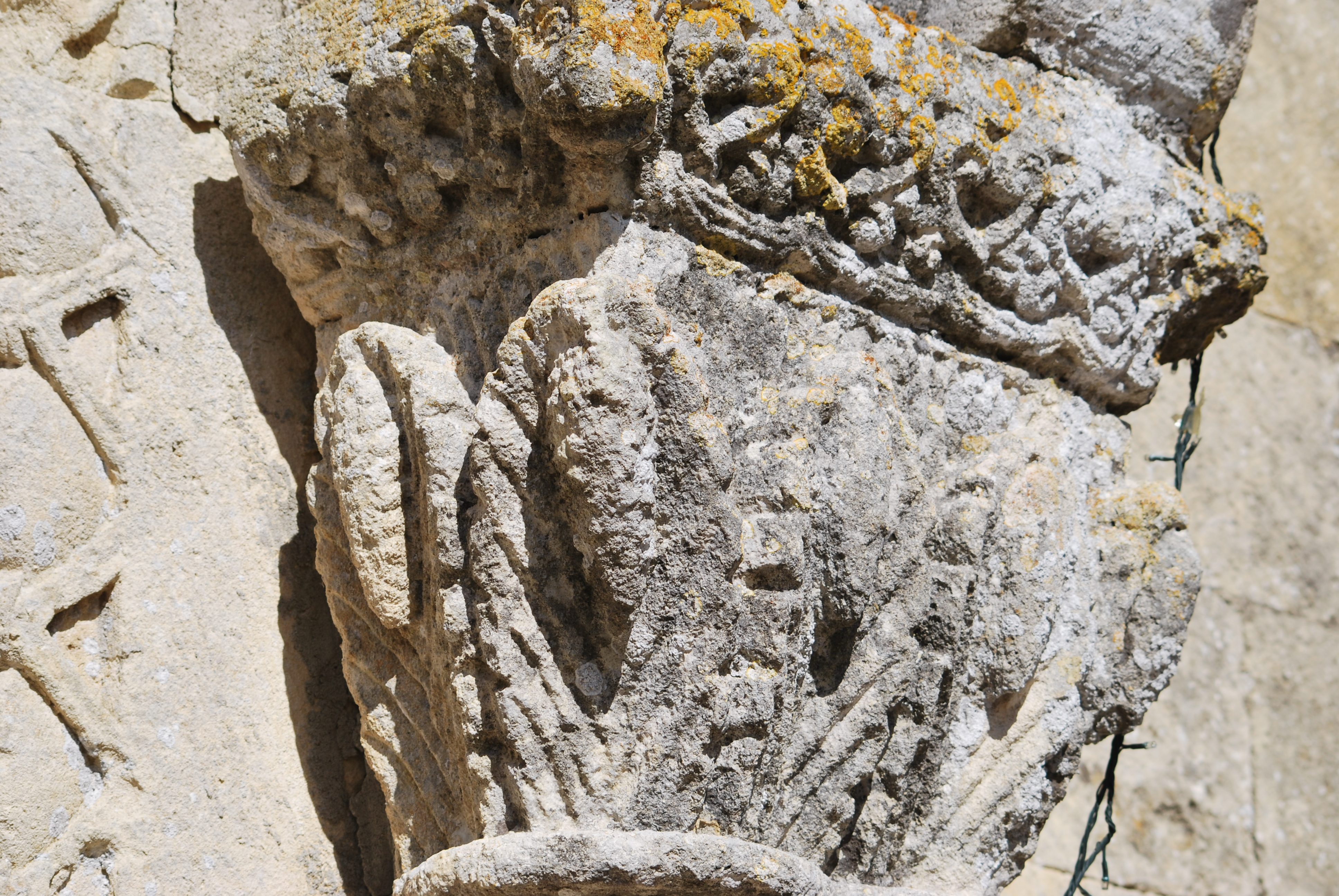
Décor végétal

L'argumentation de l'iconographie du portail, à visées morales, s'appuie sur des représentations familières aux paroissiens du XIIe siècle : elle affirme que le danger de la tentation à pécher est partout (lion, sirène, serpent) et que le péché a un poids insupportable (piscifère) et mortel (deux hommes dévorés par des lions). Au contraire, le fidèle peut combattre les forces du Mal par lui-même (Samson) ou par la prière (Daniel) ou avec l'aide des serviteurs de Dieu (archange) ; c'est ainsi que l'on trouve le Paradis (feuilles et pommes de pin).
Les modillons de la corniche,
L'iconographie des modillons, qui vise aussi à rappeler que la tentation de pécher est quotidienne, est beaucoup plus explicite et « terre-à-terre ». Il est à noter que l'on trouve certains de ces modillons, dans le même contexte de caractère orgiaque, sur la corniche de l'église Saint-Siméon de Bouliac, à 40 km à l'ouest de Courpiac.

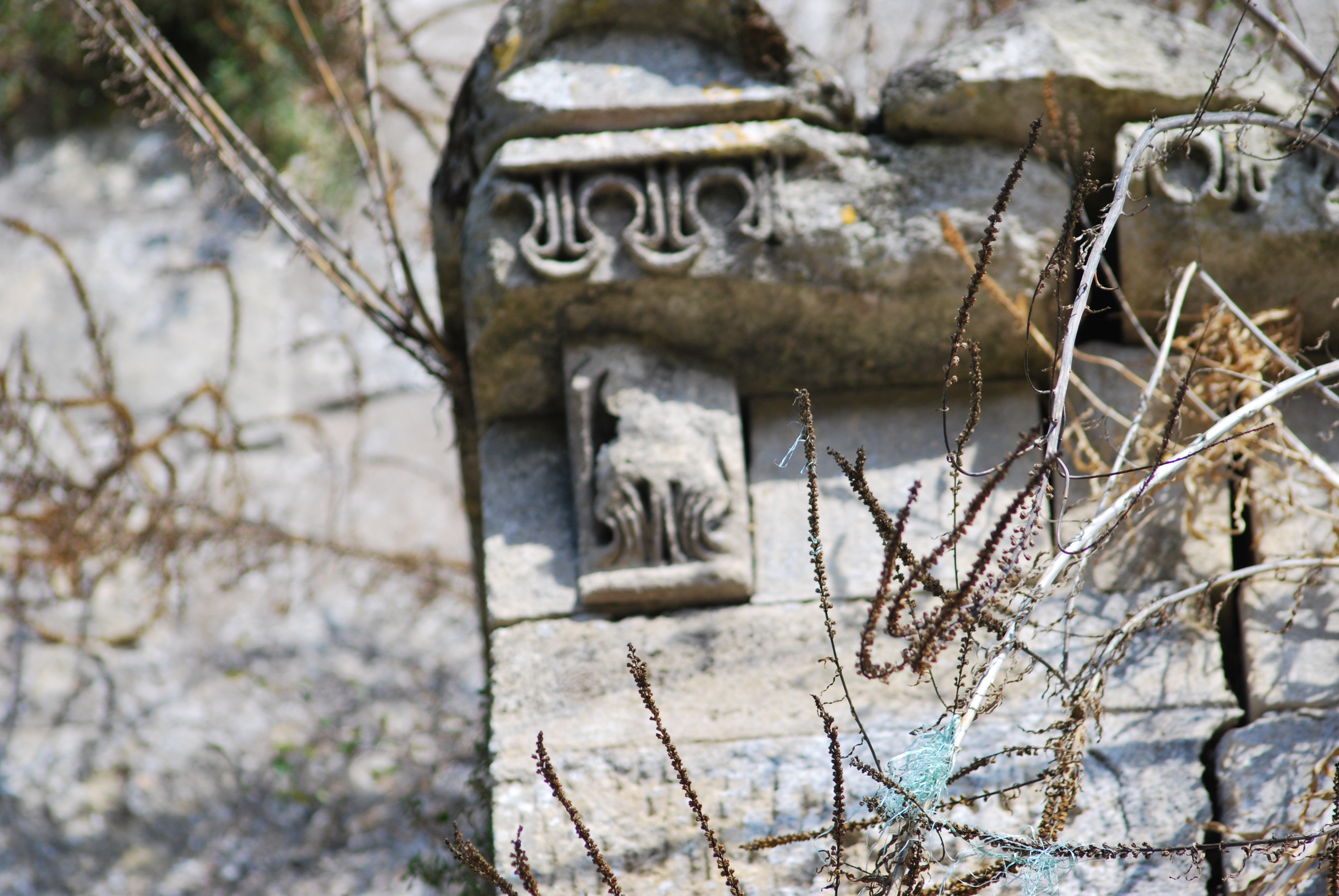
Dessin géométrique
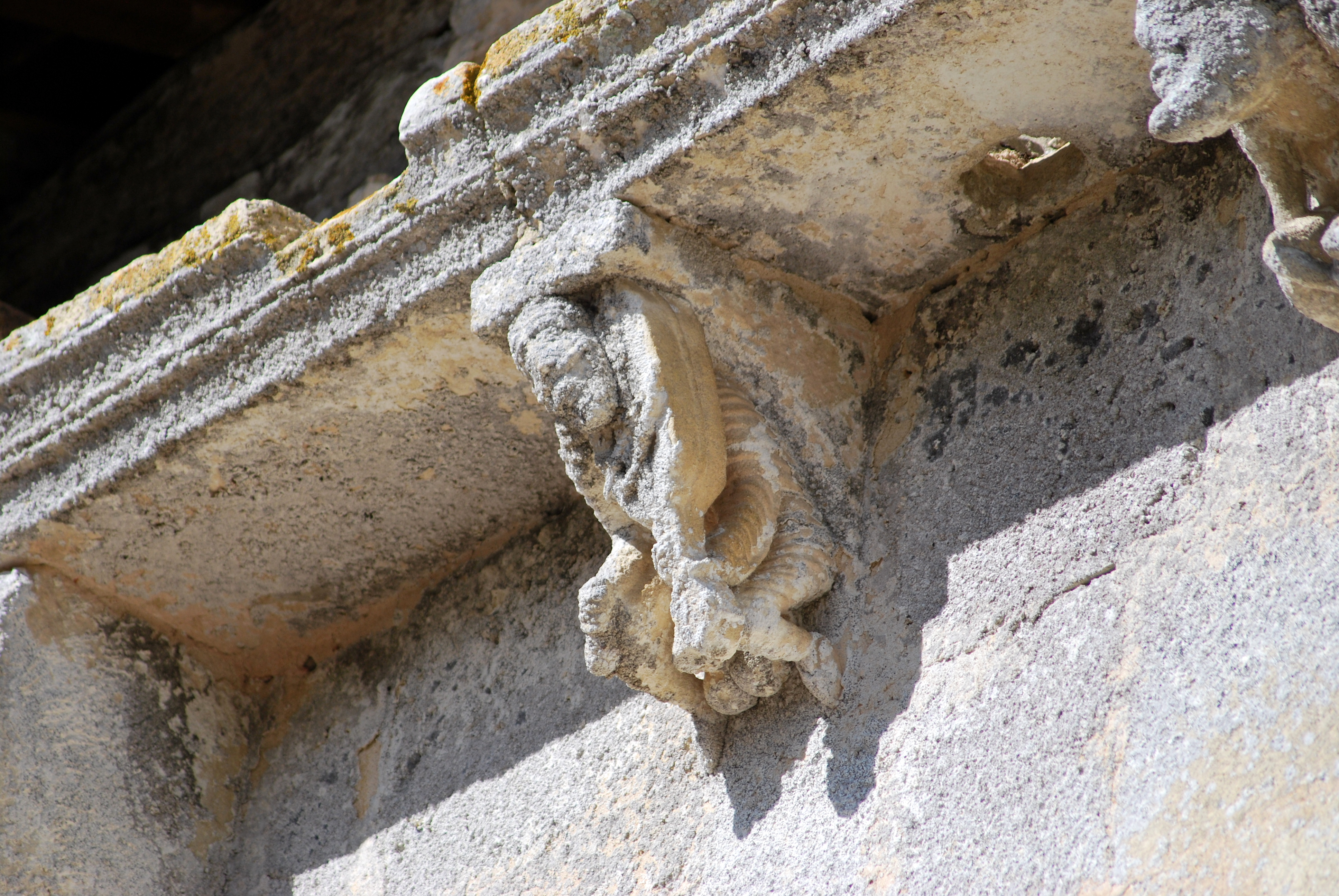
Homme jouant de la vièle (a)
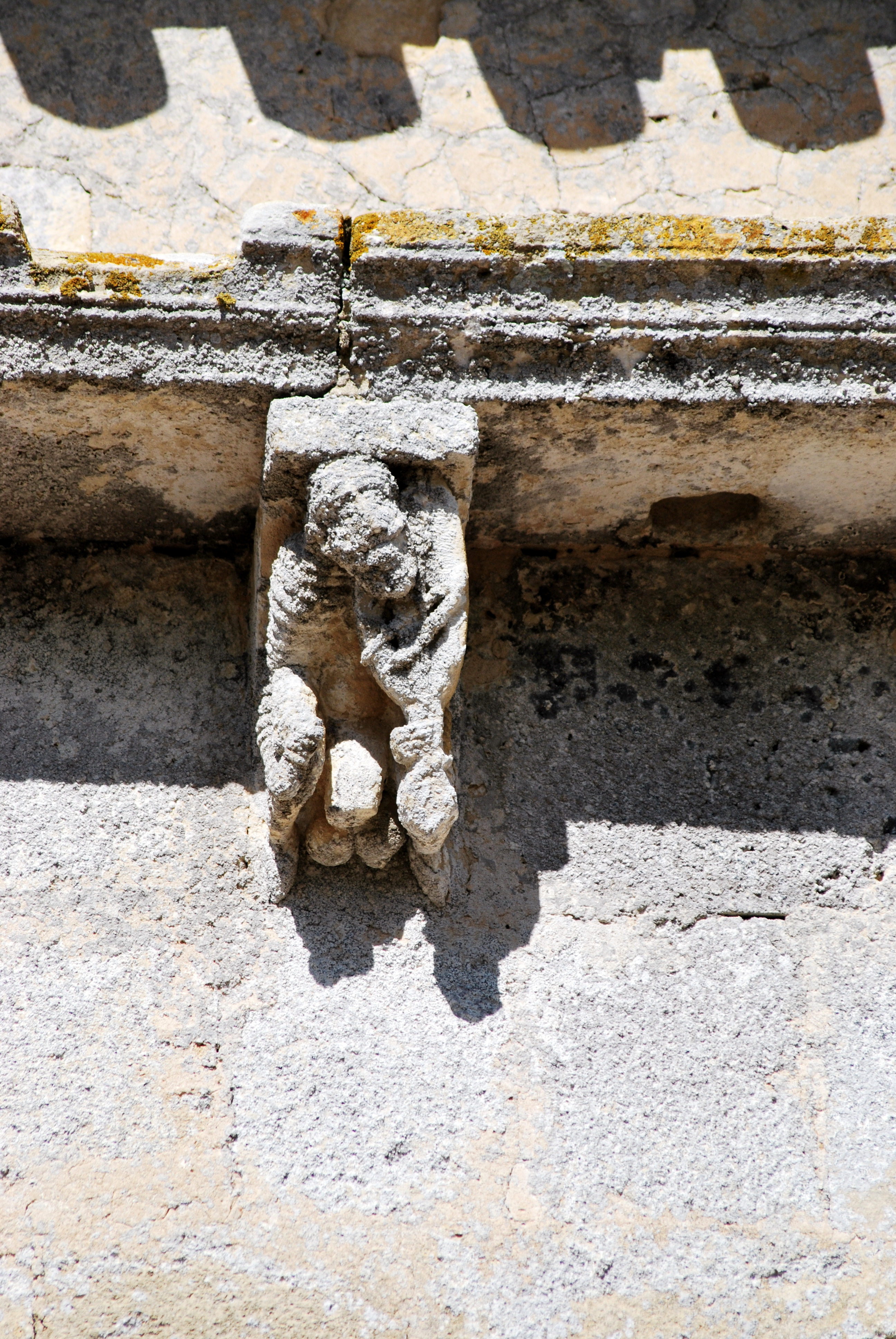
Homme jouant la vielle (b)
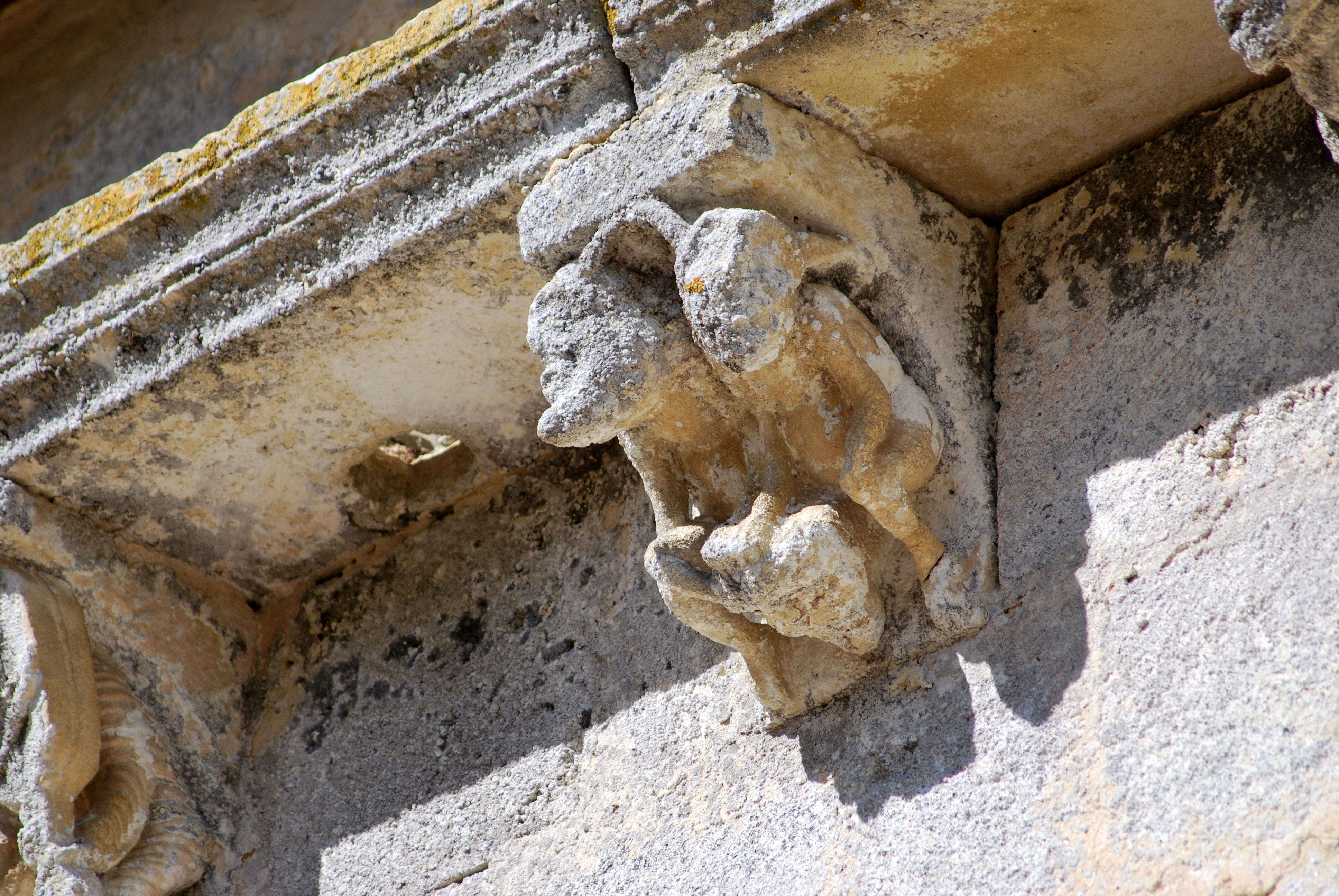
Couple regardant ailleurs
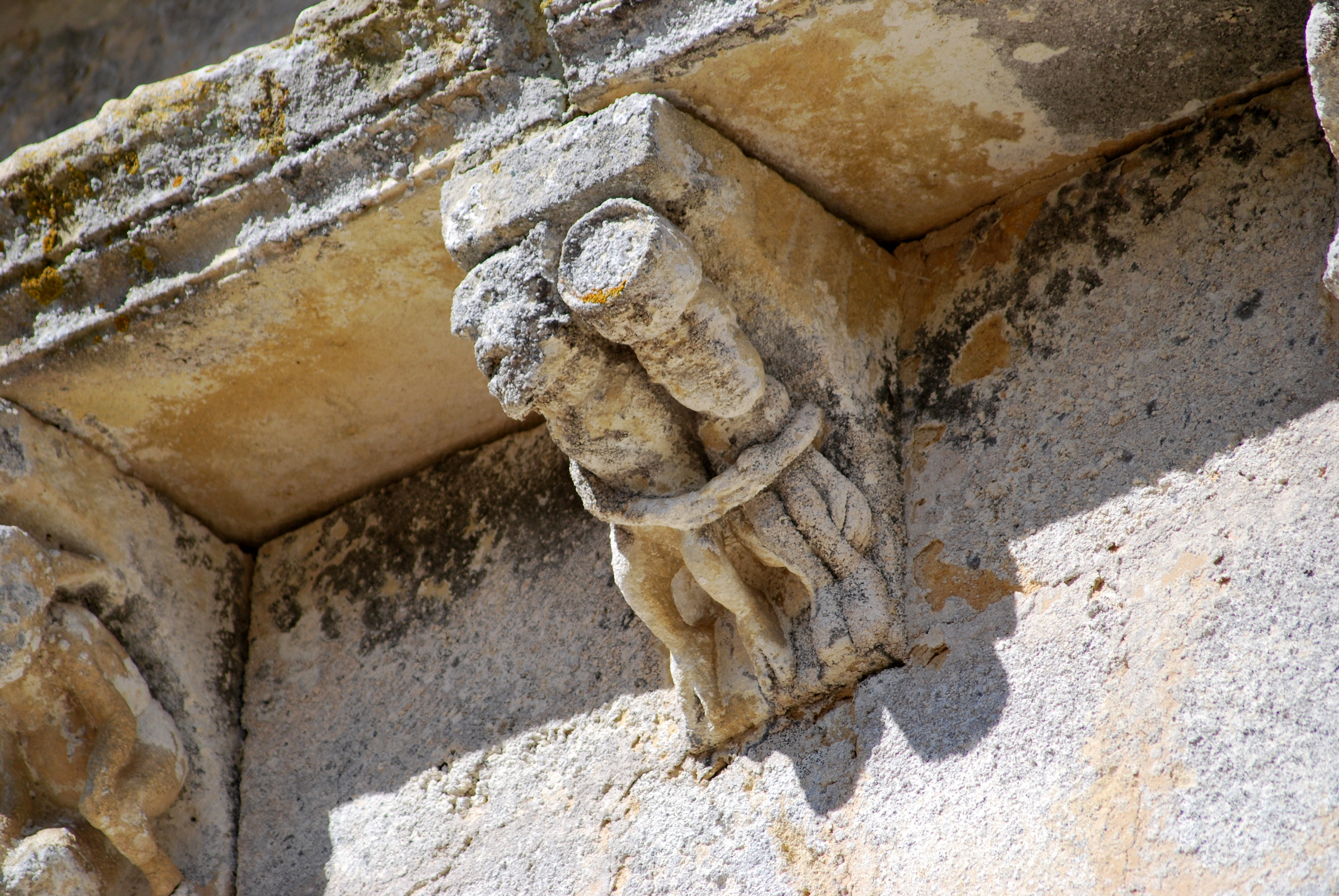
Démon et femme à chapeau
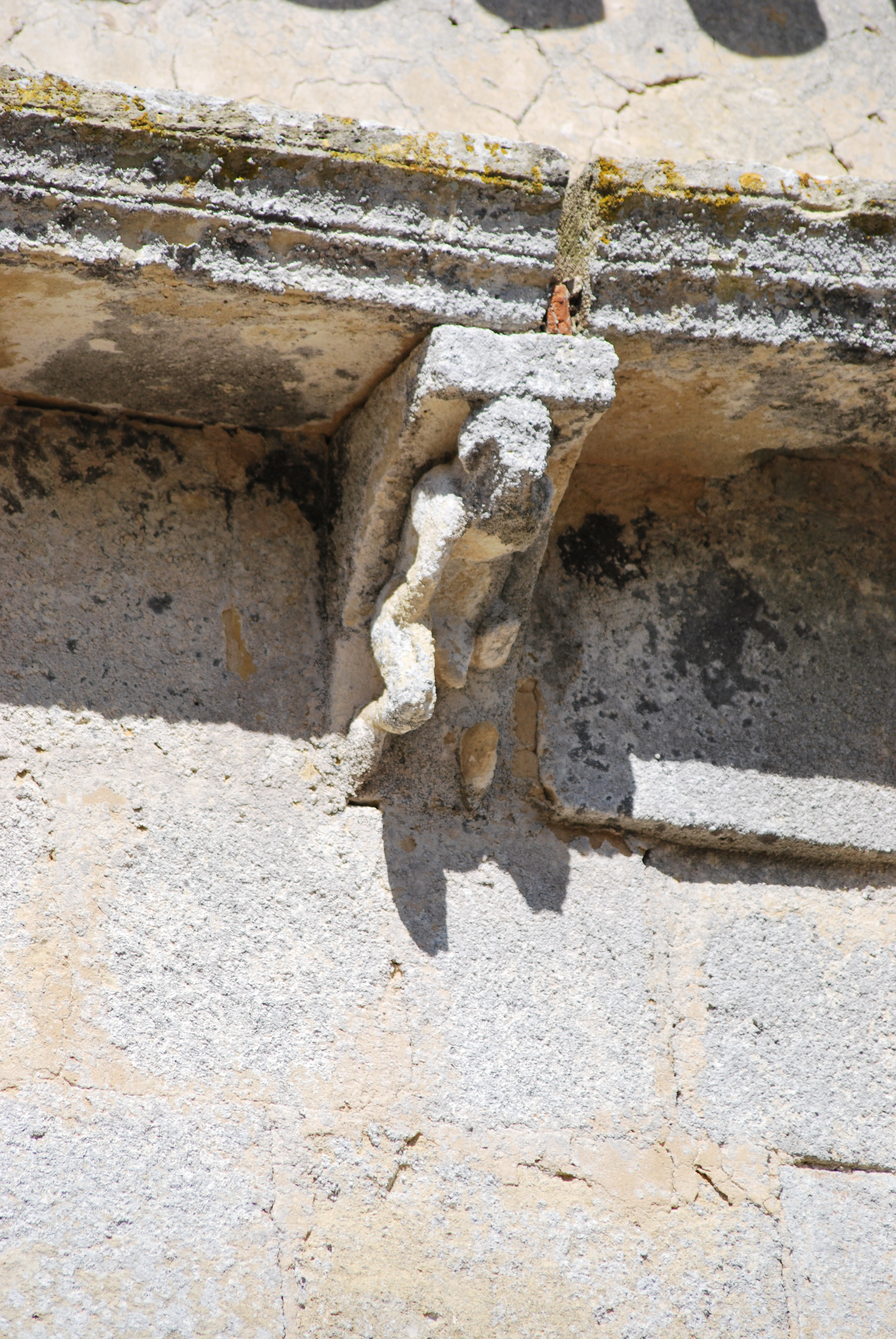
Homme ithyphallique (a)
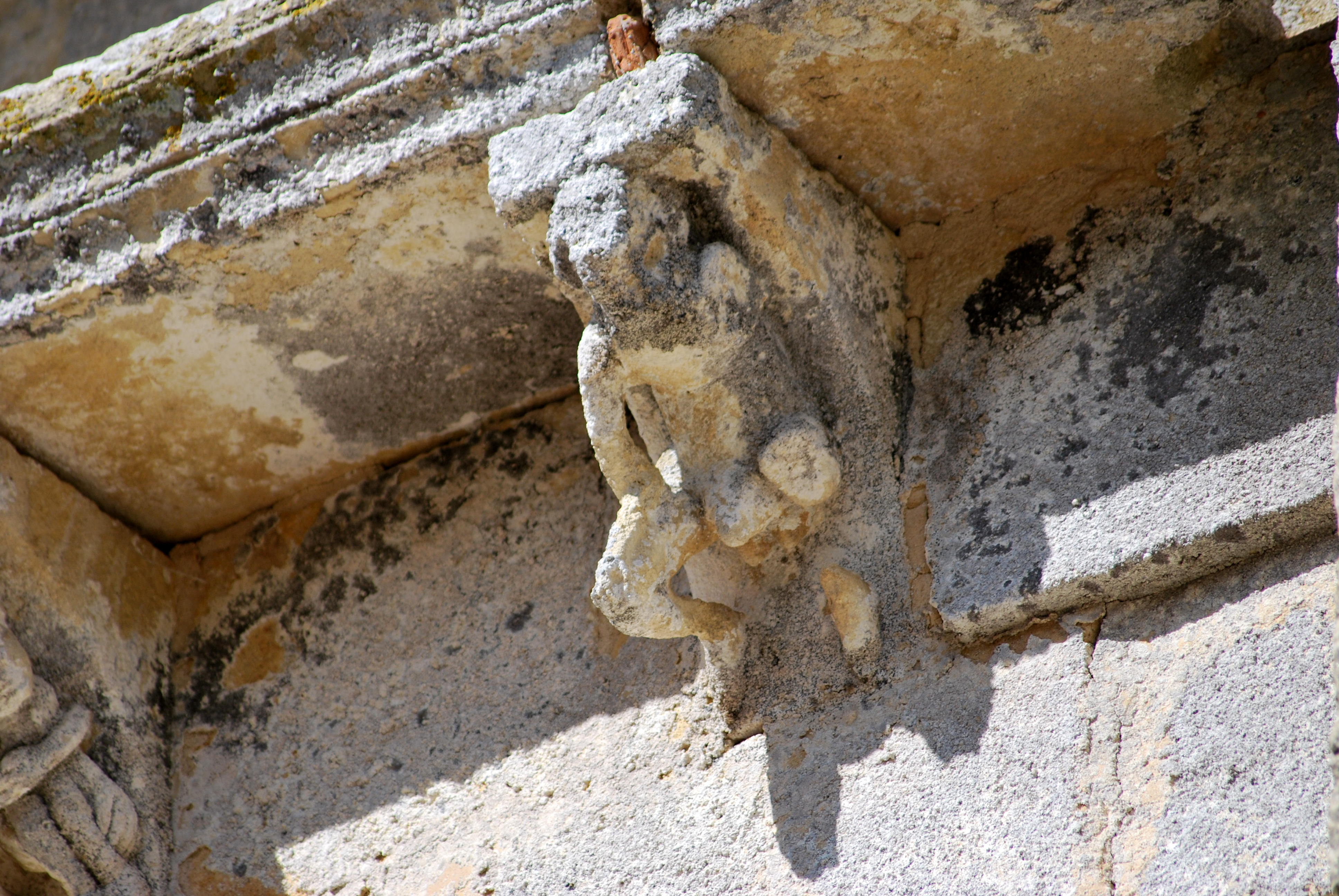
Homme ithyphallique (b)
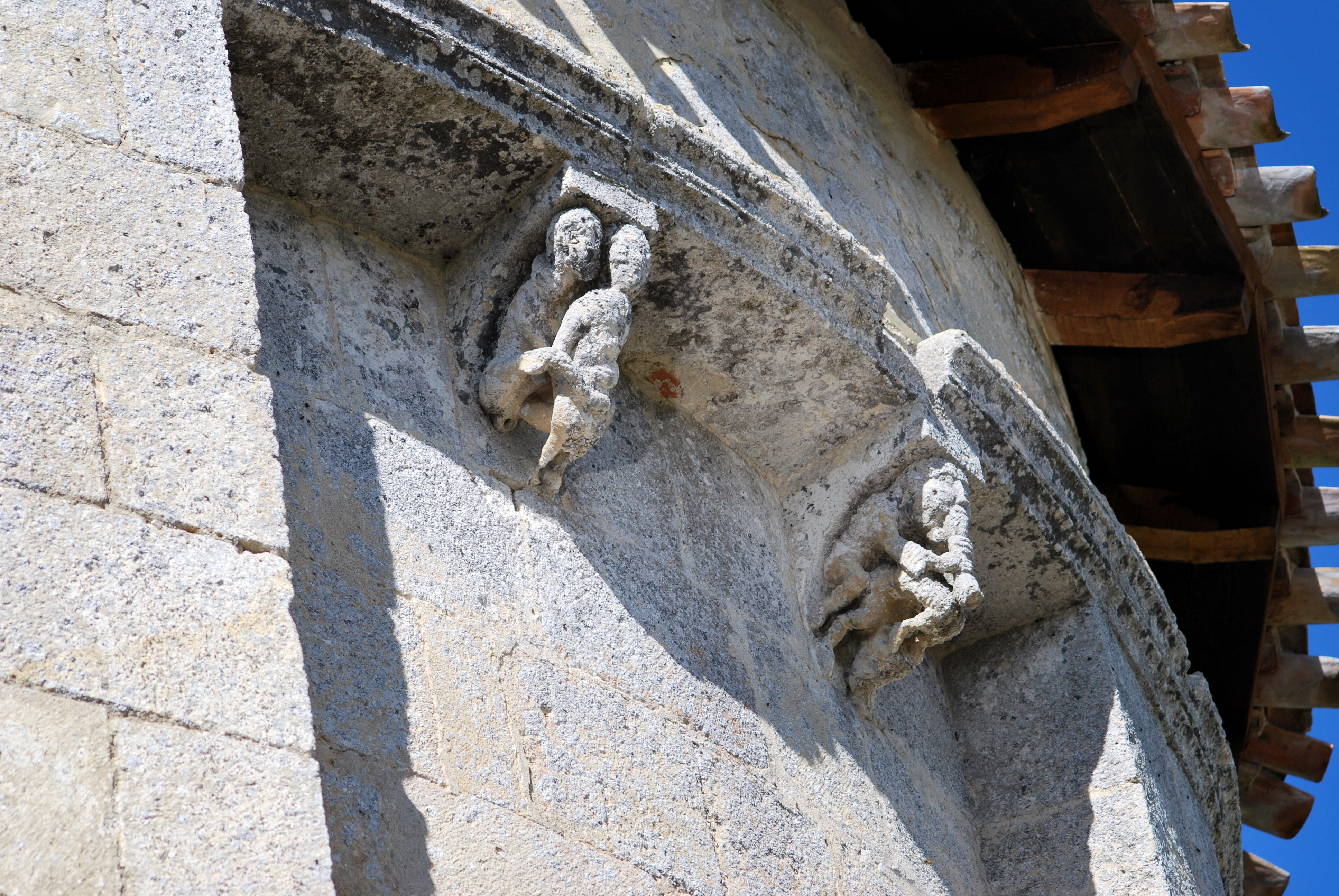
Les amants et le joueur de flûte
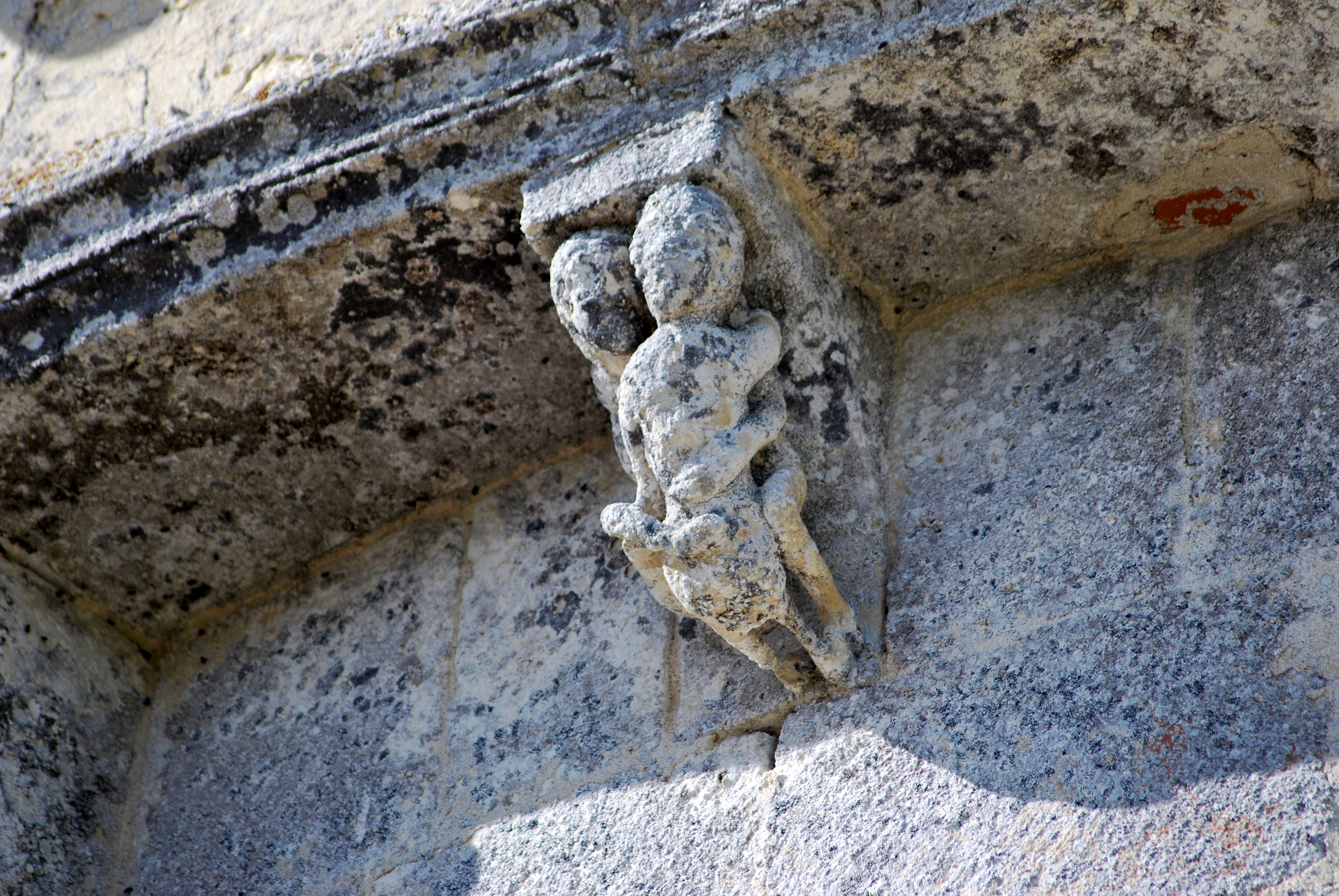
Les amants (a)
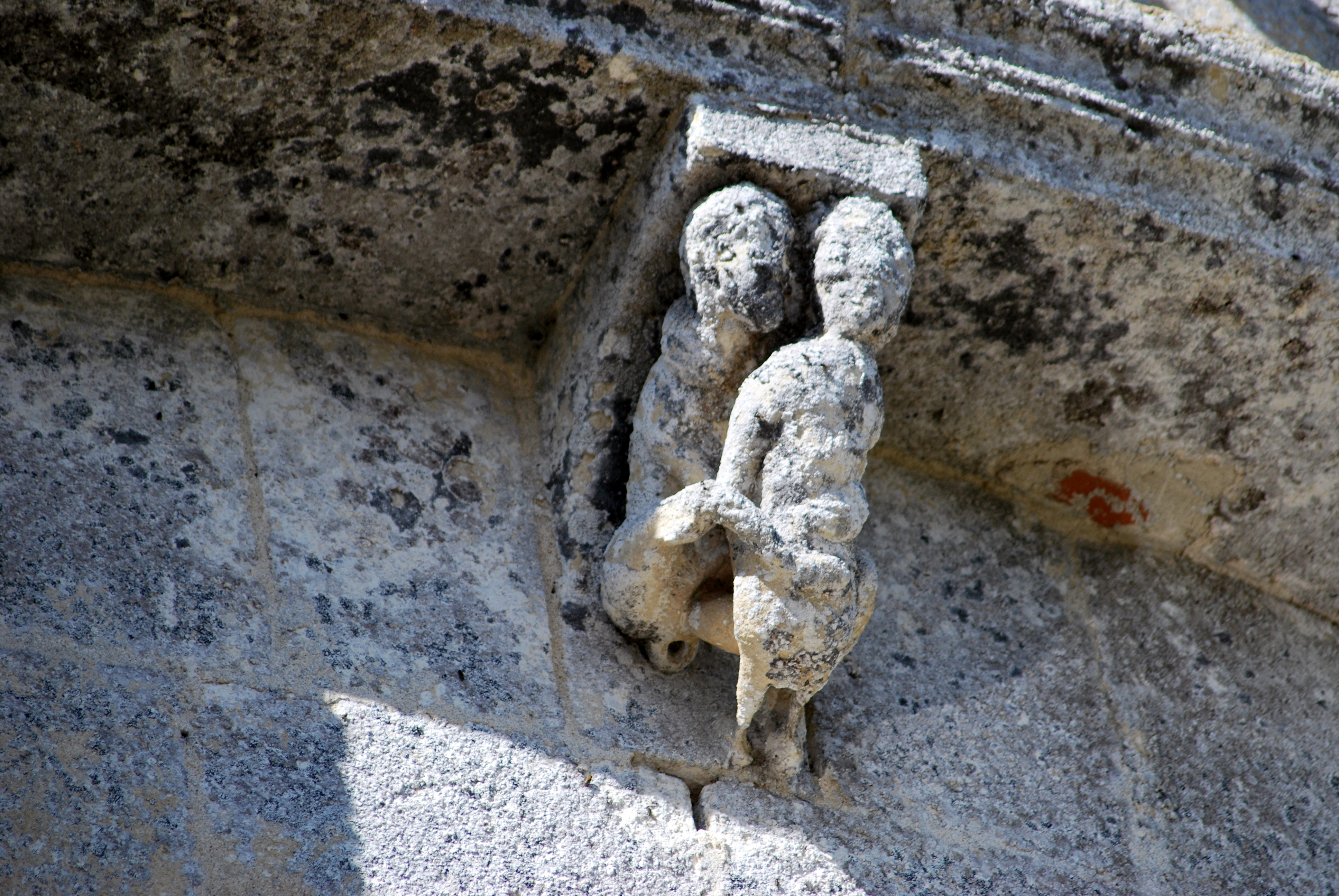
Les amants (b)
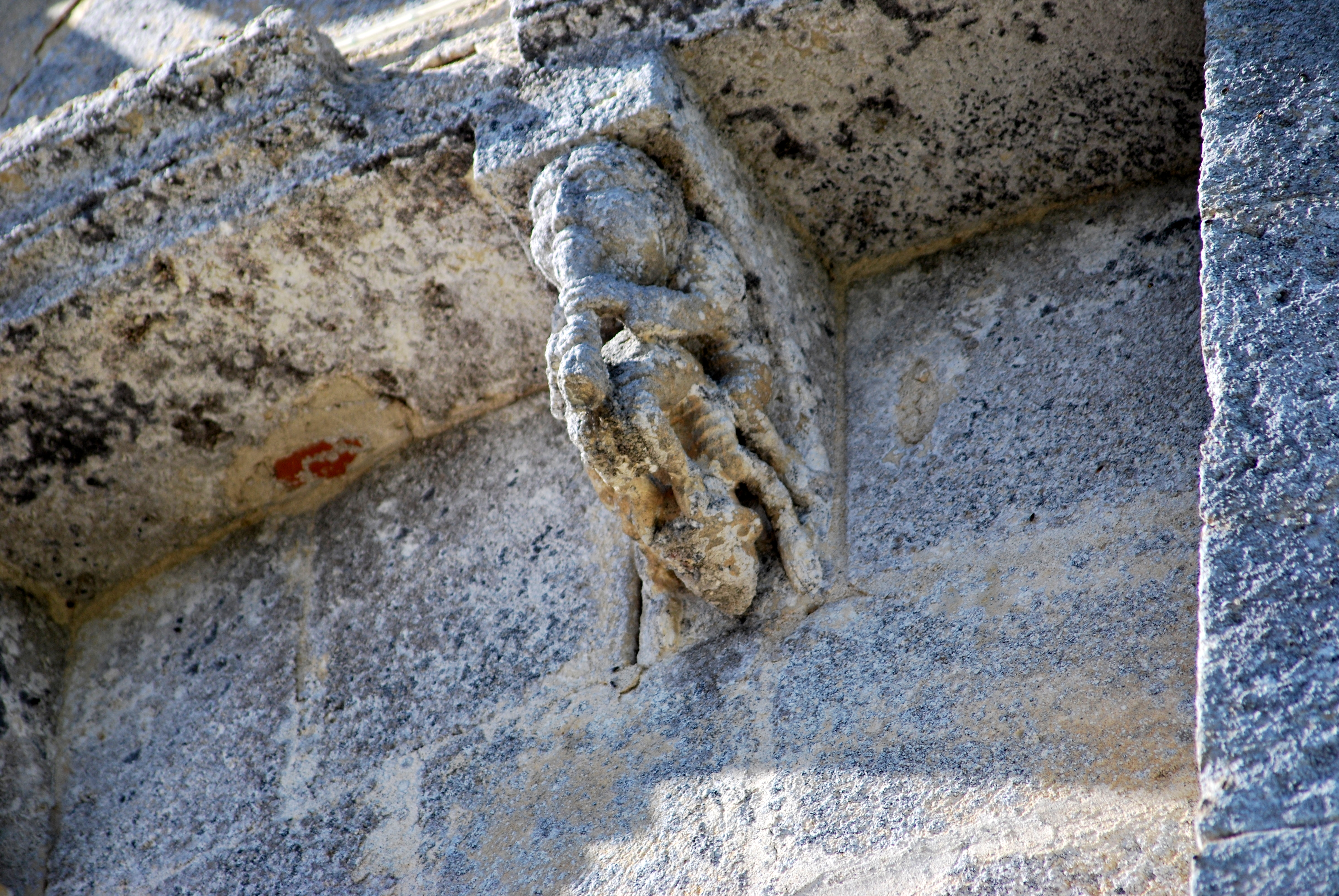
Homme jouant de la flûte
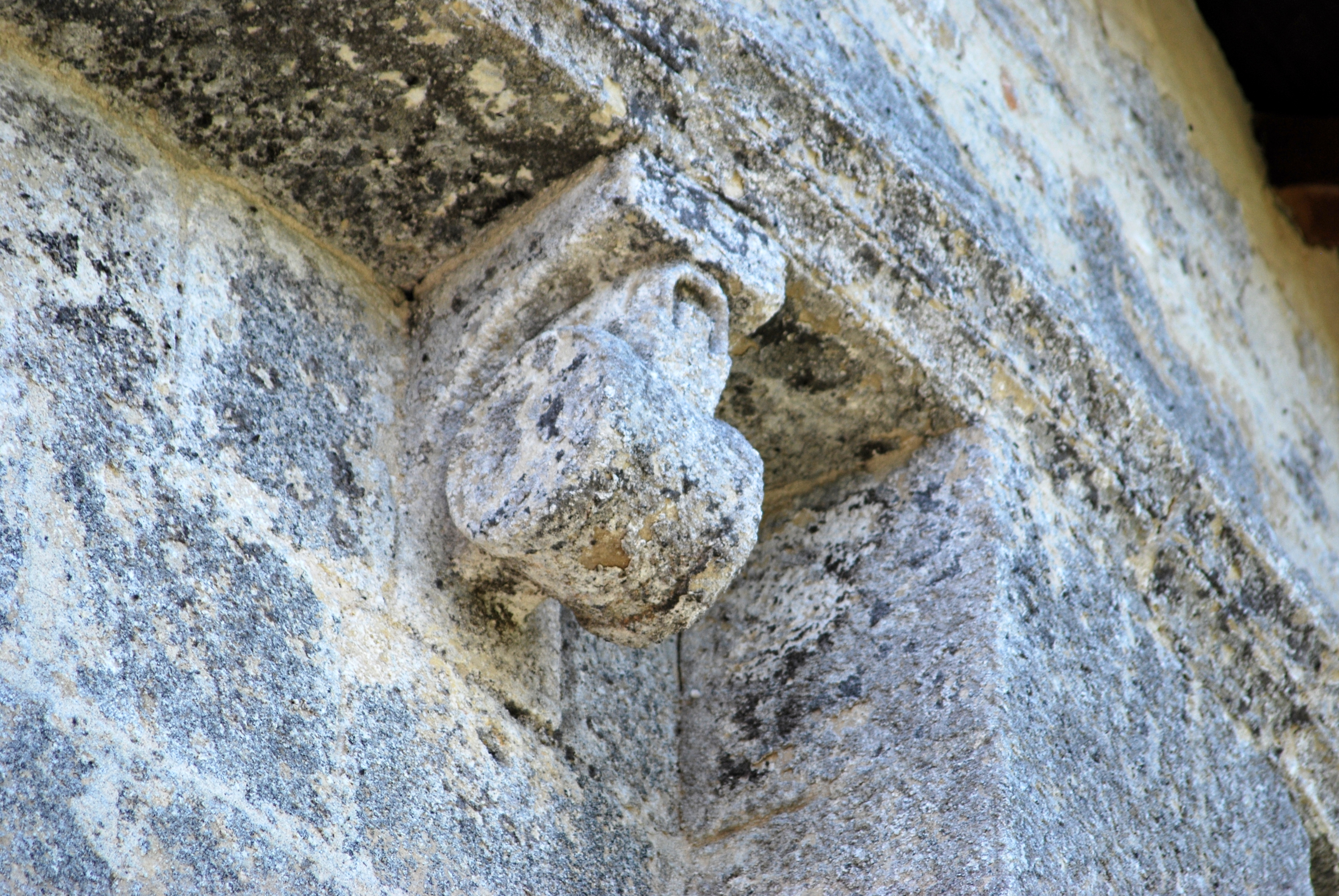
Tonnelet
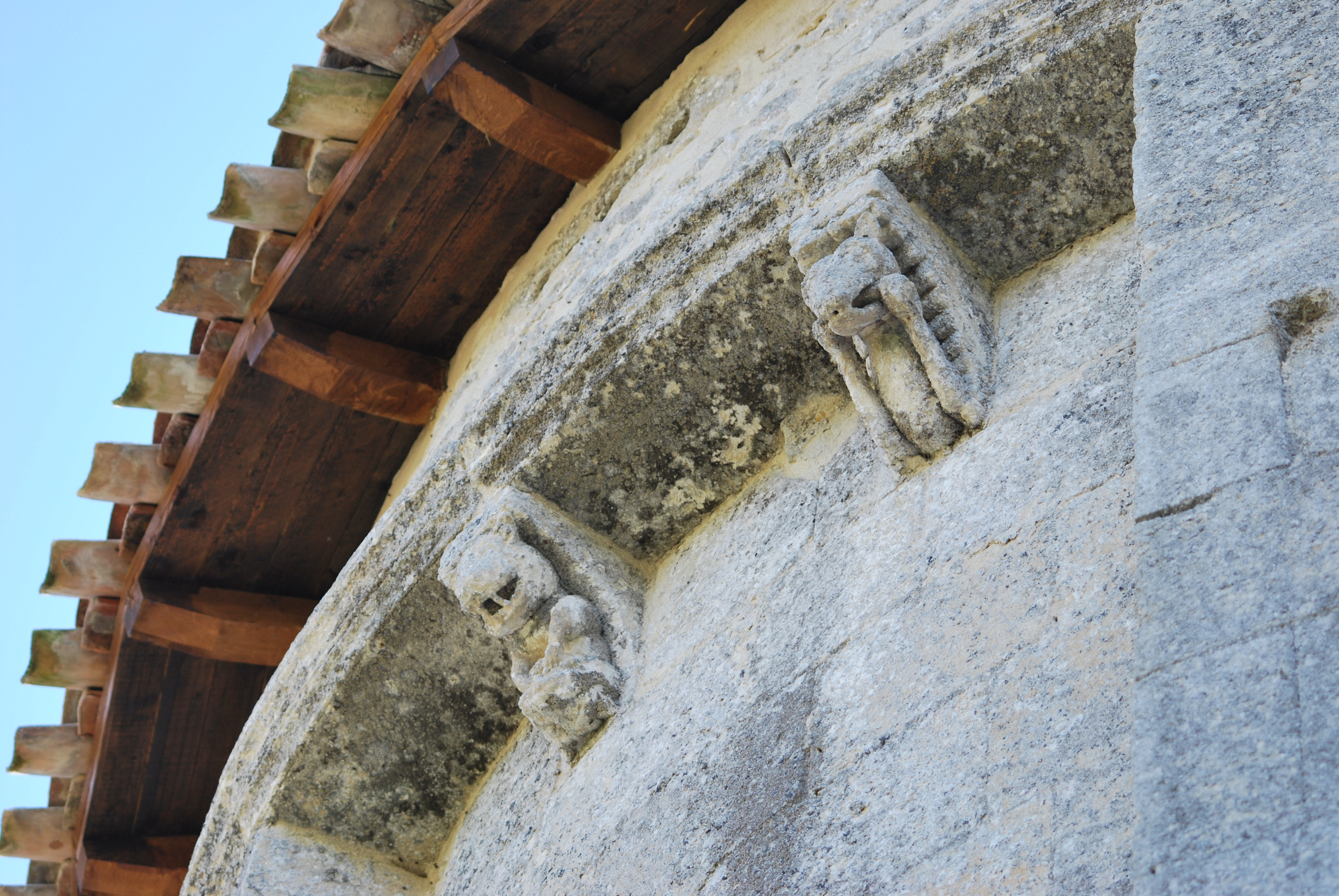
Diablotin (bébé) et monstre
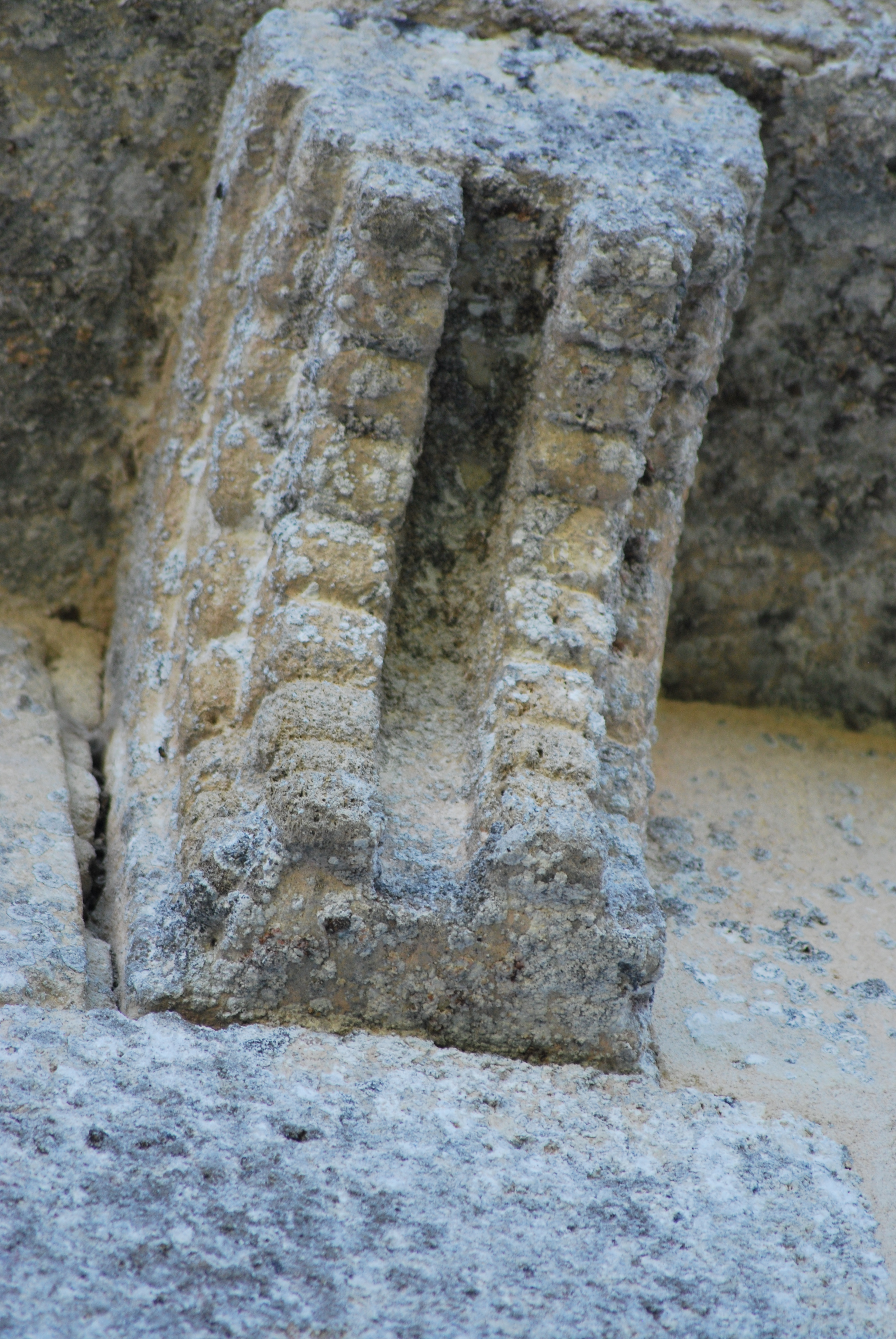
Dessin géométrique

Le panoplie des péchés évoqués par les modillons est sans équivoque :
- Homme jouant de la vièle : il est nu, avec des testicules et un pénis disproportionnés.
- Couple qui regarde ailleurs : deux personnages nus sont assis côte à côte. L'un est diabolique, avec des pieds fourchus, le second garde une morphologie humaine. Ils caressent, ensemble, une tête démoniaque.
- Démon et femme : Deux personnages nus sont assis côté-à-côte, enlacés. Une jeune femme se tient recroquevillée en écartant ses cuisses avec les deux mains. Son couvre-chef est pour le moins curieux, en forme de modius[7]. On ne sait pas si c'est un récipient ou une toque symbolique. L'autre personnage est un monstre aux pieds fourchus, nu et asexué. Sa tête, aux oreilles d'ours et garnie d'un collier, paraît chanter ou crier.
- Homme nu, ithyphallique : cette représentation est très fréquente (Targon, Saint-Sulpice, Izon,…) et est probablement la matérialisation de la pensée de saint Augustin selon laquelle l'érection masculine était à la fois la cause et l'effet du Péché originel. Le modillon, comme beaucoup de ses semblables, a souffert du marteau.
- Les amants : L'homme est assis et tient la femme avec ses bras et avec une jambe autour de ses fesses. La femme est habillée et elle tient l'homme entre ses bras.
- Homme jouant de la flûte : accroupie entre ses cuisses se trouve une créature aux pieds fourchus. La flûte a une forme phallique.
- Le tonneau de vin et des têtes maléfiques.

Sont présentées la tentation du péché de chair, l'influence de la musique profane et celle de l'alcool.